# Danh sách vũ khí cá nhân của lực lượng vũ trang Hoa Kỳ
Danh sách vũ khí cá nhân của lực lượng vũ trang Hoa Kỳ là danh sách các loại vũ khí cá nhân được sử dụng trong quân đội Hoa Kỳ.

## Lưỡi lê,Dao

### Đang sử dụng (trong một số nhánh thuộcQuân đội Hoa Kỳhoặc có vai trò hạn chế)

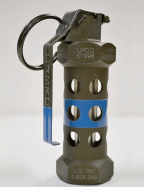
Lựu đạn choáng M84

- Dao ASEK (Aircrew Survival Egress Knife) (dùng cho đội bay của Lục quân và Thủy quân lục chiến)
- Lưỡi lê M9 (tương thích với dòng súng M16)
- Lưỡi lê M7 (tương thích với dòng súng M16)
- Dao M11 (dùng trong EOD[1])
- Lưỡi lê OKC-3S (Thủy quân lục chiến)
- Dao Ka-Bar (Thủy quân lục chiến)
- Dao găm Gerber Mark II
- Dao Mark MK-3 (Hải quân và Biệt đội SEAL)
- Dao Strider SMF (Thủy quân lục chiến)

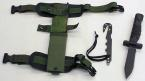
Dao ASEK
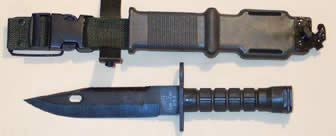
Lưỡi lê M9
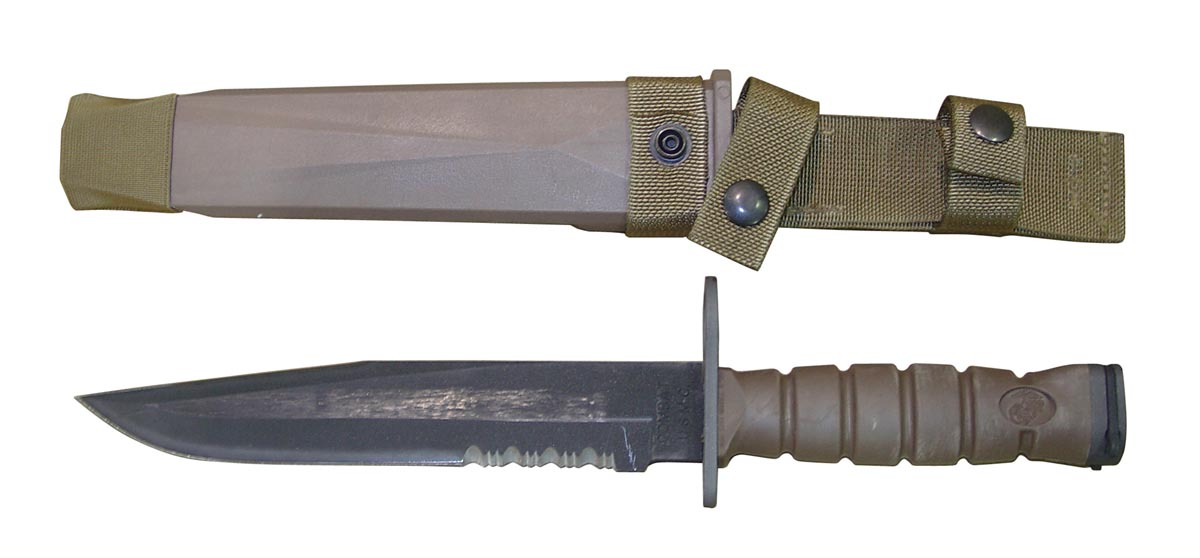
Lưỡi lê OKC-3S
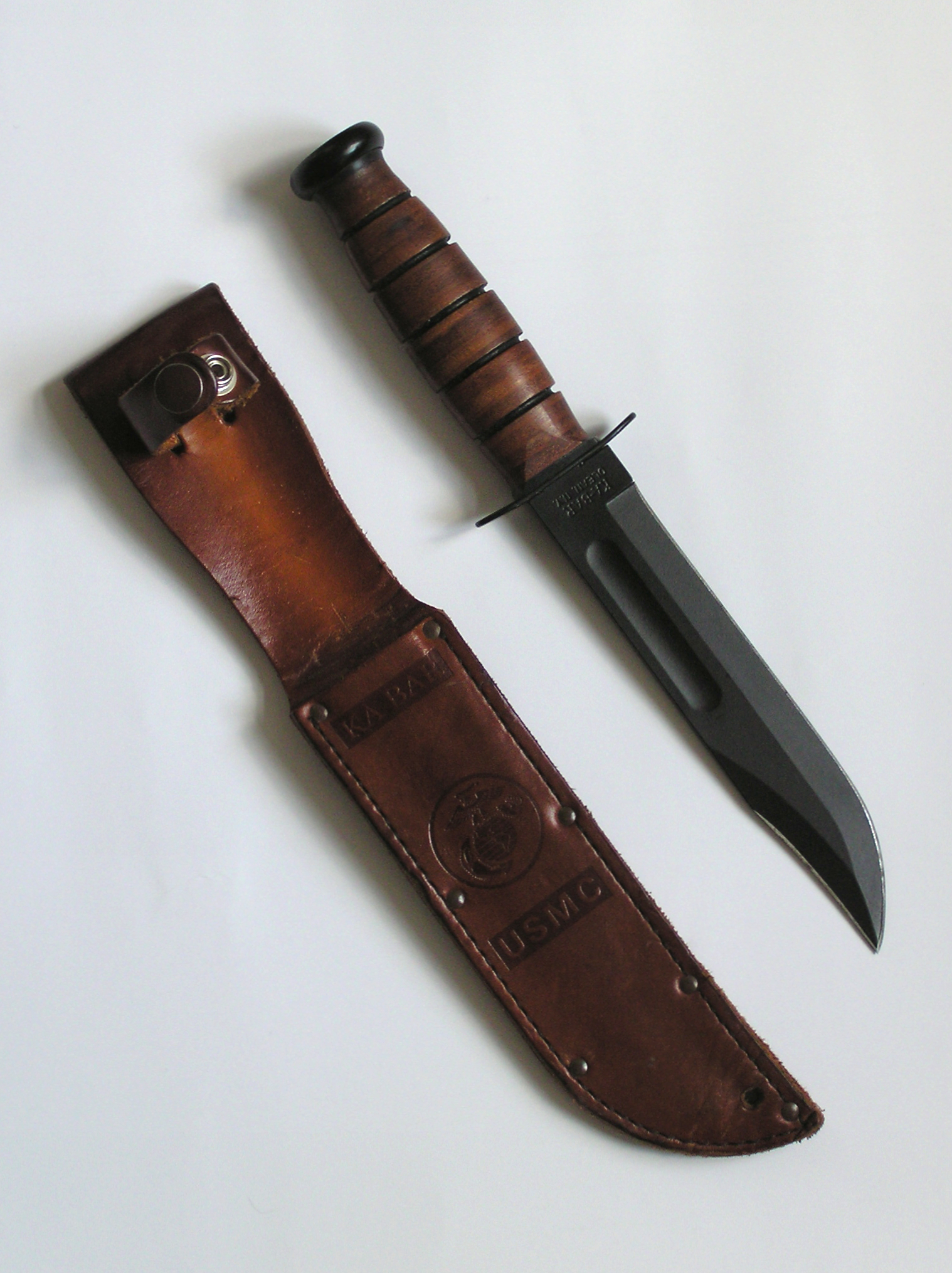
Dao Ka-Bar
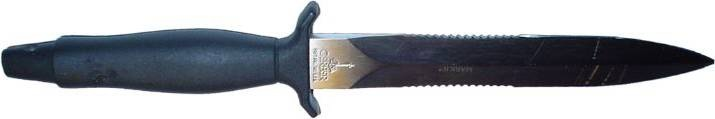
Dao găm Gerber Mark II
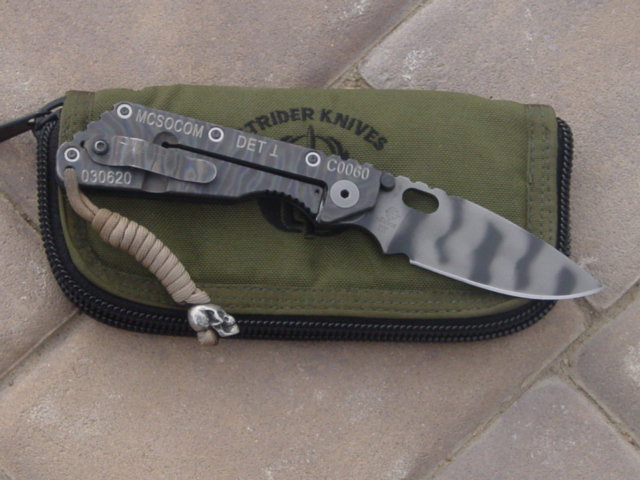
Dao Strider SMF-1

## Lựu đạn

### Đang sử dụng

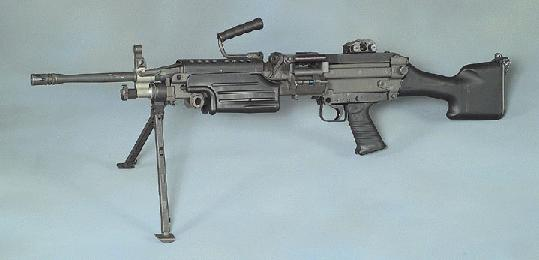
Súng máy M249
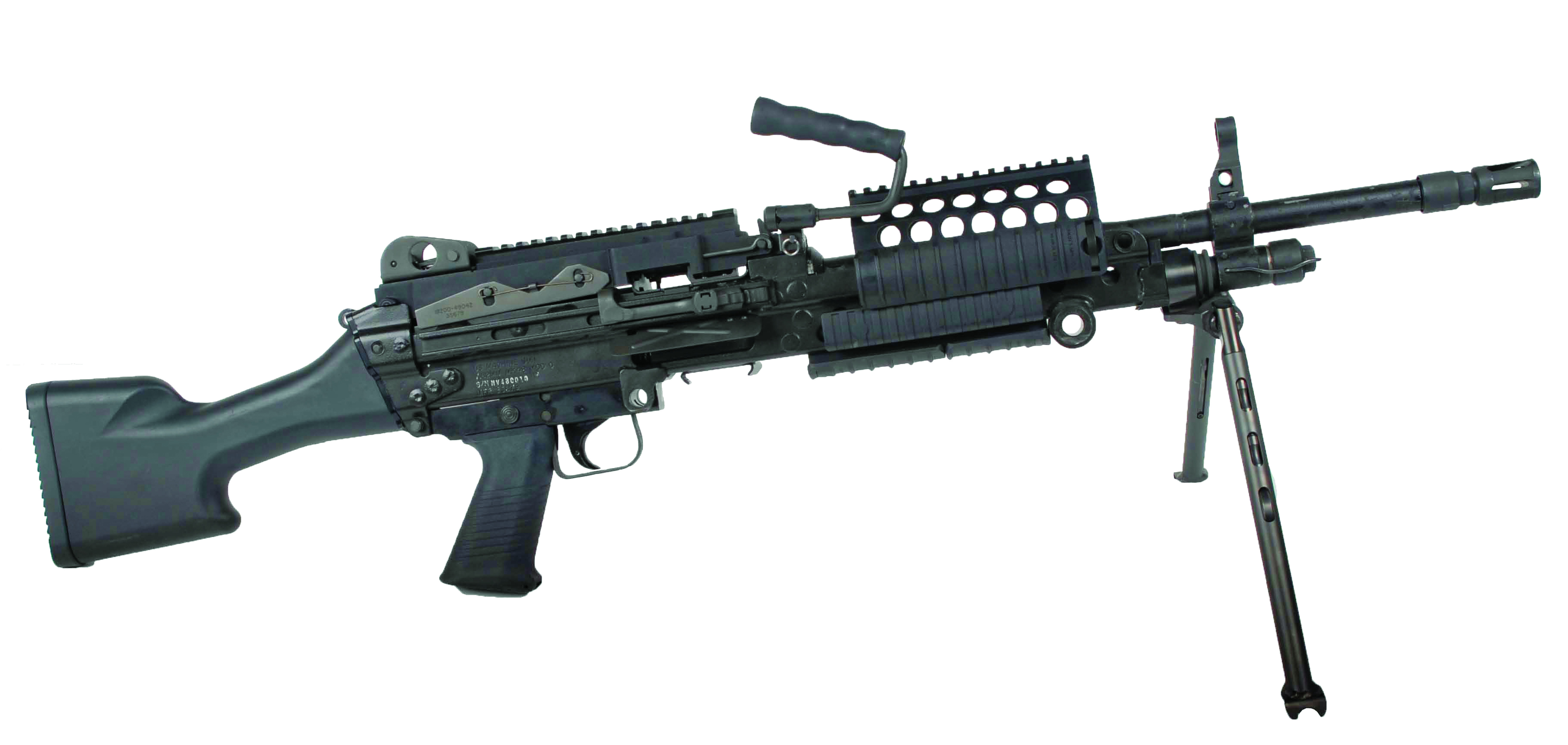
Súng máy Mk48
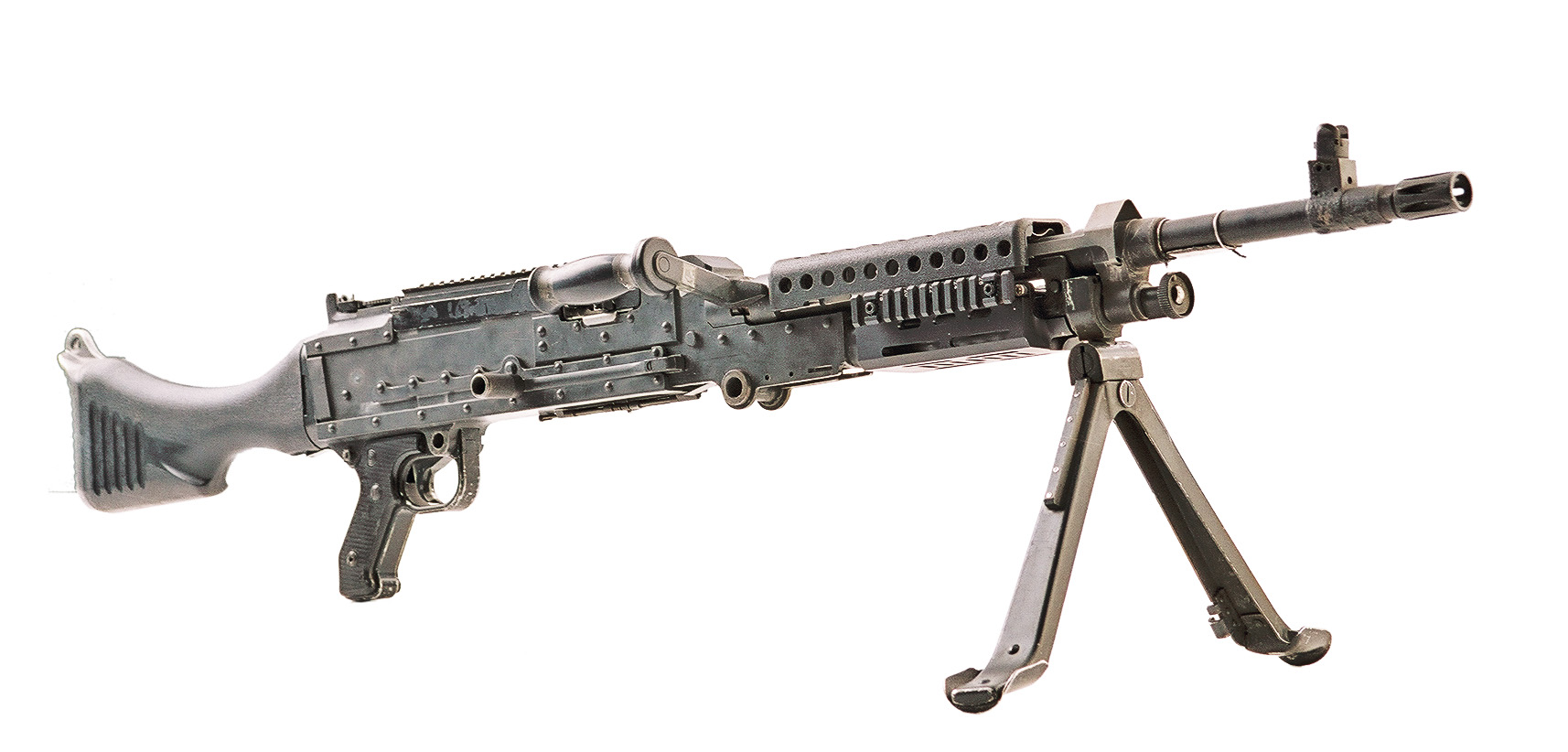
Súng máy M60
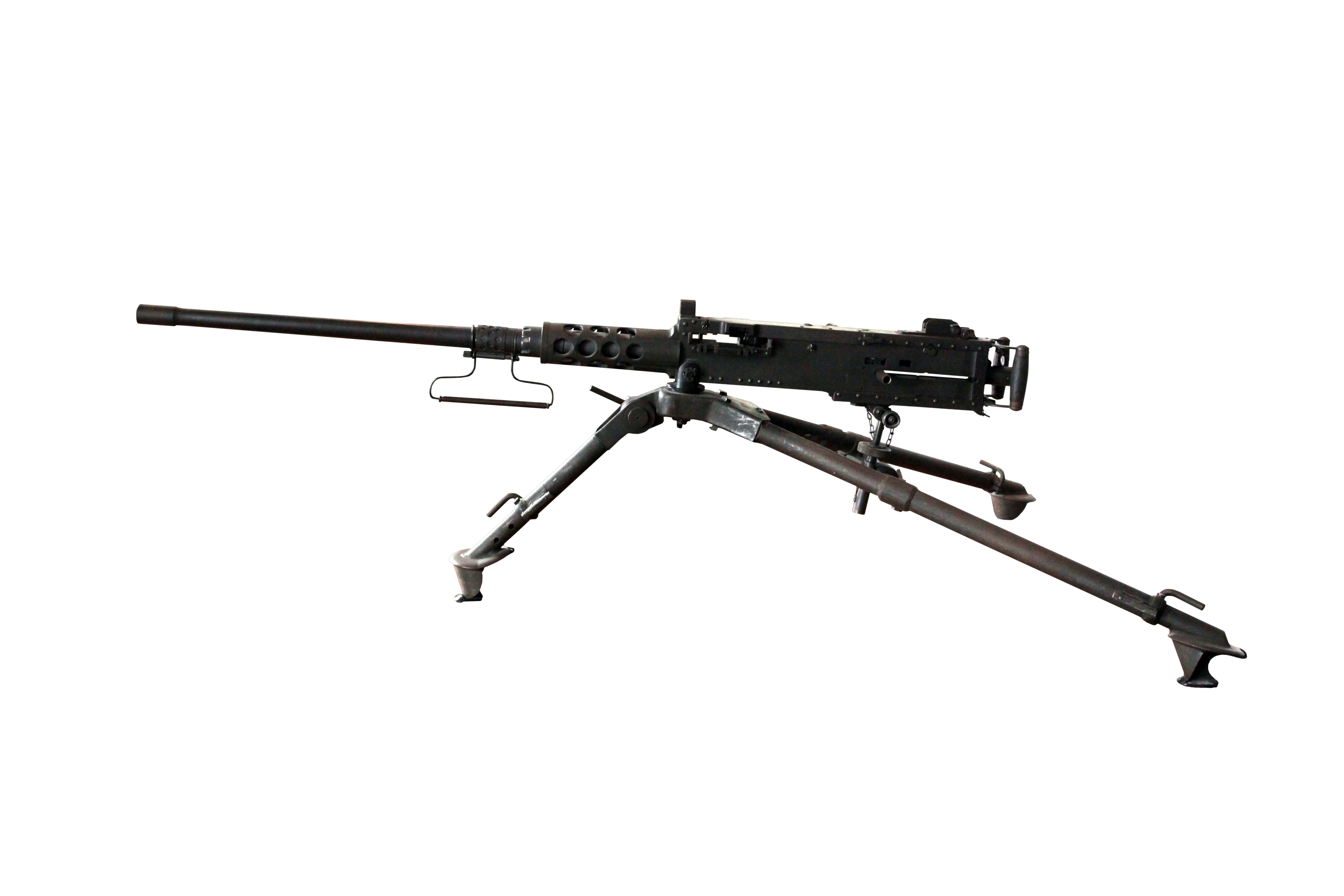
Súng máy M2

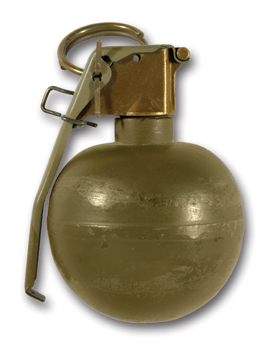
Lựu đạn nổ M67
- Lựu đạn cháy AN/M14
- Lựu đạn khói M8
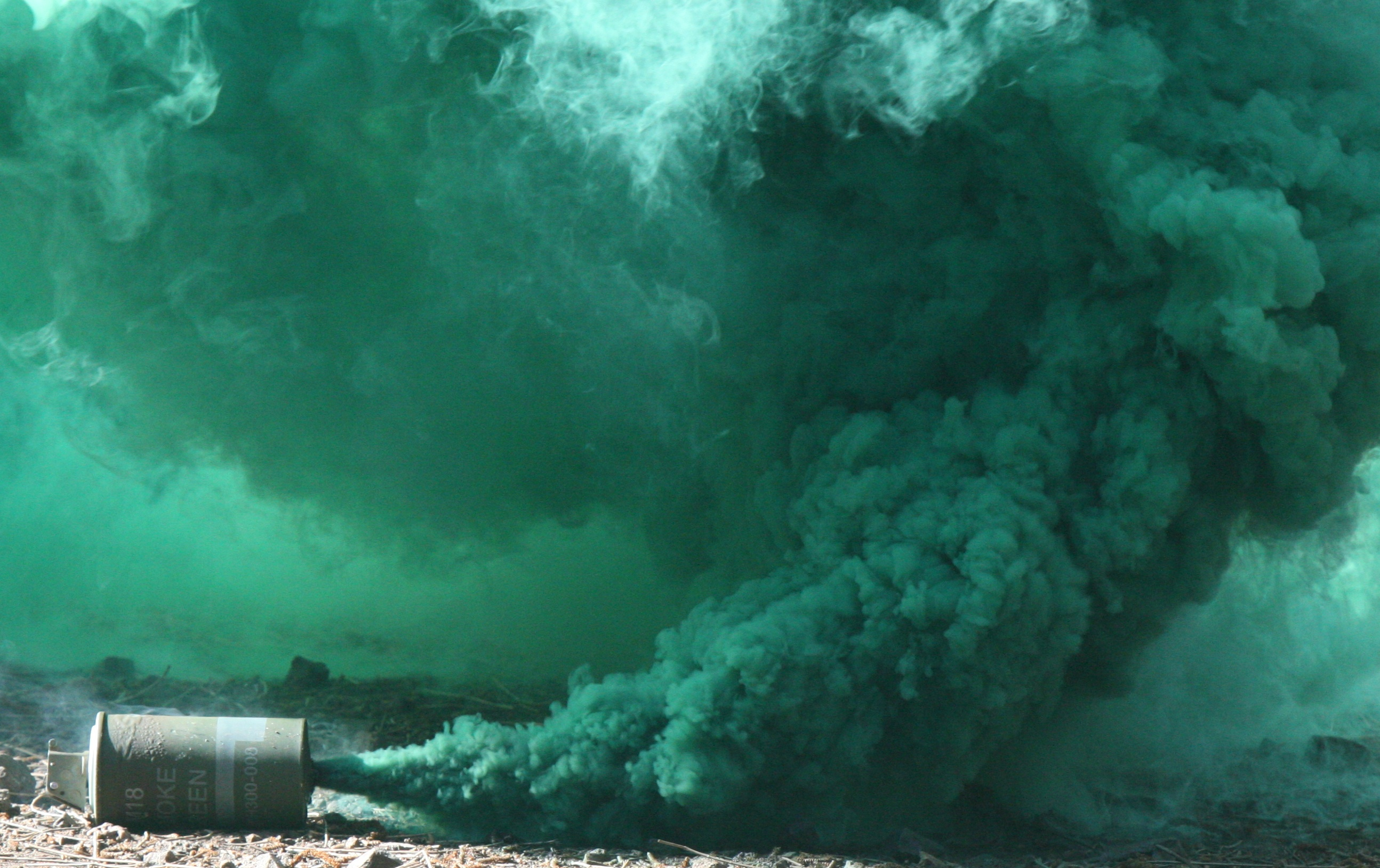
Lựu đạn khói màu M18
- Lựu đạn hơi cay M7A3 CS
- Lựu đạn M25A2 Riot Control
- Lựu đạn M47 Riot Control

- Lựu đạn nổ M67
- Khói từ 1 quả lựu đạn M18 màu xanh

### Đang sử dụng (trong một số nhánh thuộcQuân đội Hoa Kỳhoặc có vai trò hạn chế)
- Lựu đạn khói M83
- Lựu đạn choáng M84
- M116/A1 "Flash-Crash"
- Mk 141 Mod 0

## Súng ngắn

### Đang sử dụng
- Súng lục Beretta M9
- Súng lục SIG Sauer P228 (M11)
- Súng Lục Glock (Glock 17 Và Mk27 Mod)
- Súng lục M17 (SIG Sauer P320 bản đầy đủ)
- Súng lục M18 (SIG Sauer P320 bản mang đi)

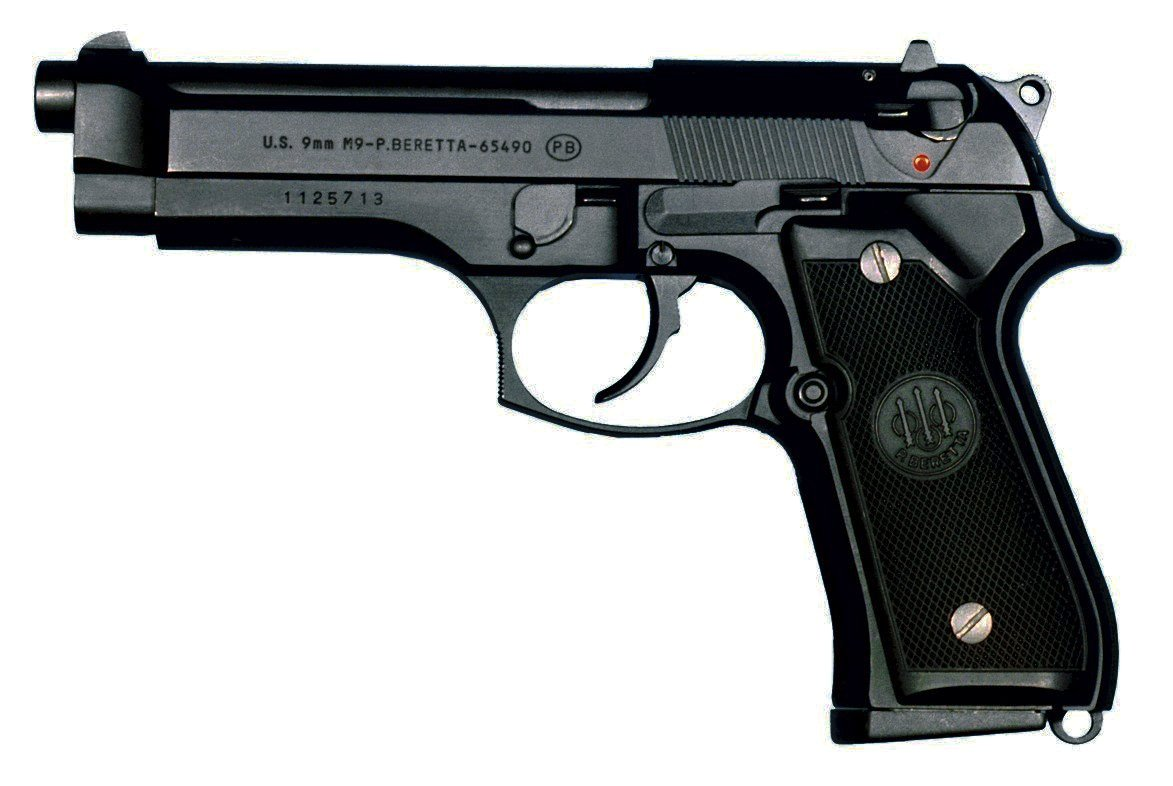
Súng lục Beretta M9
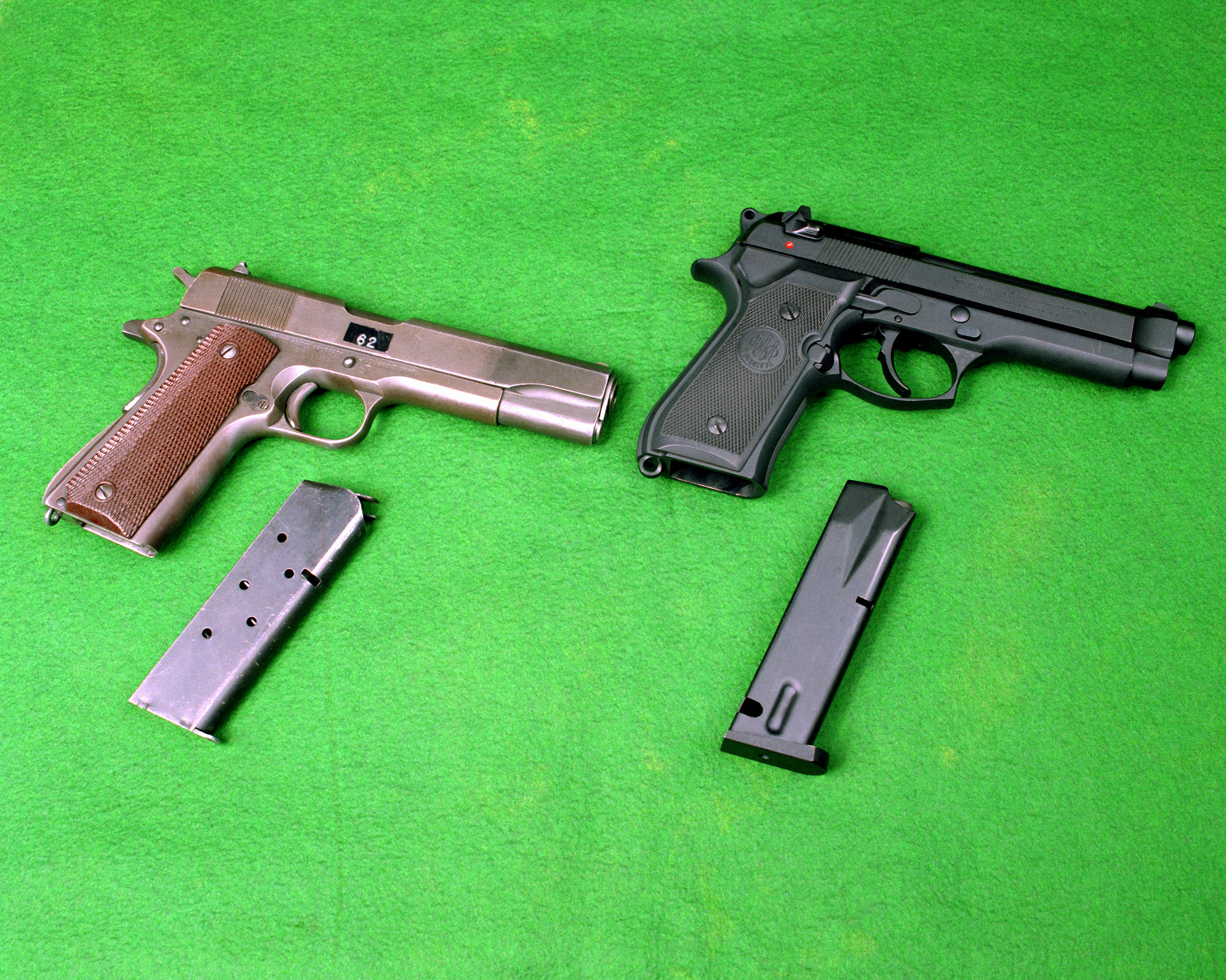
Súng lục Beretta M9 và Colt M1911A1
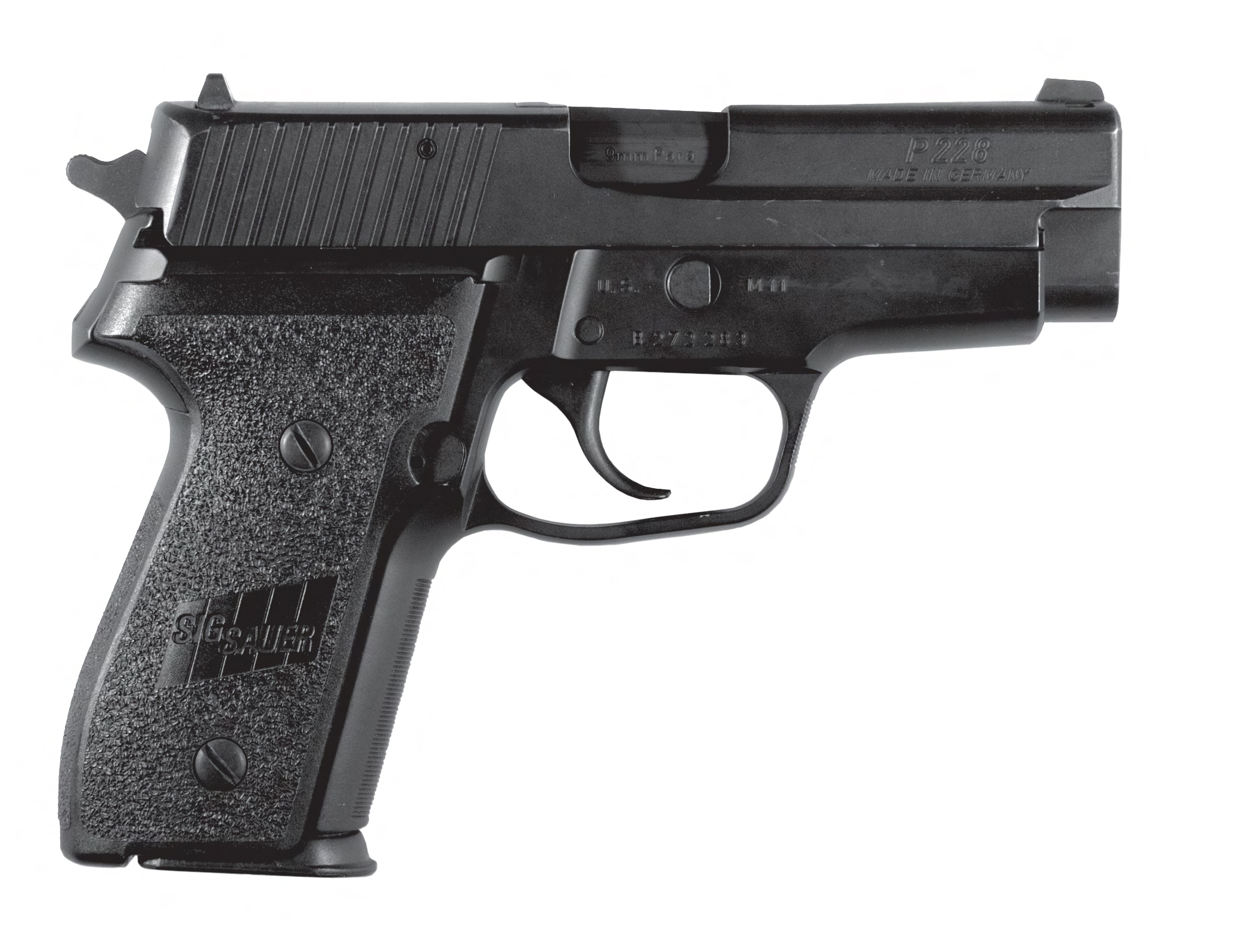
Súng lục M11
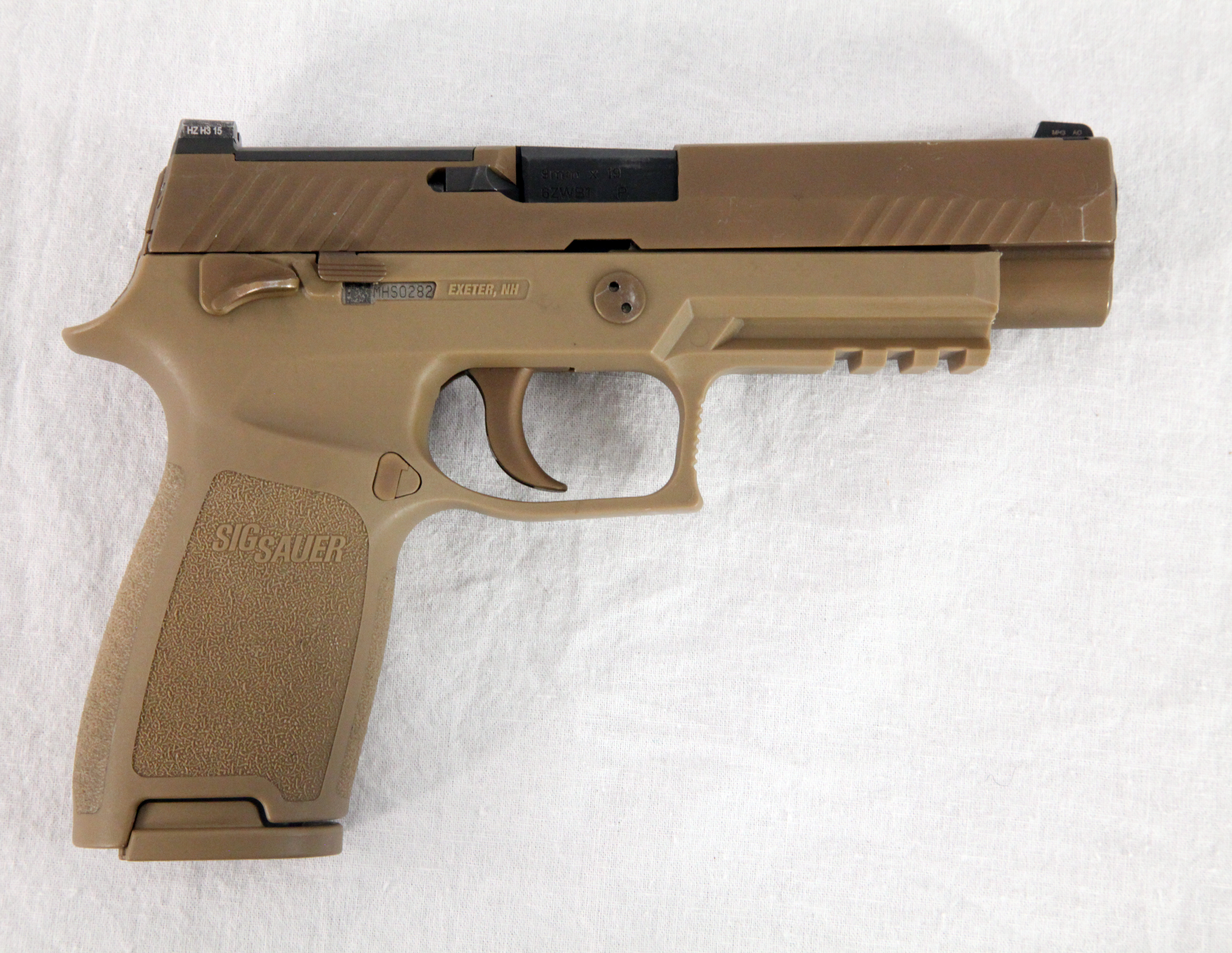
Súng lục M17

### Đang sử dụng (trong một số nhánh thuộcQuân đội Hoa Kỳhoặc có vai trò hạn chế)
- Súng lục Beretta M9A1 (Thủy quân lục chiến)
- Súng lục Colt M1911 (USSOCOM[2])
- Súng lục Glock M007 (Glock 19M) (Thủy quân lục chiến & USSOCOM[2])
- Súng lục Heckler & Koch P11 (USSOCOM[2])
- Súng lục Heckler & Koch Mk 23 Mod 0 (USSOCOM)[2]
- Súng lục Heckler & Koch HK45 (NAVSPECWAR[3])
- Súng lục SIG Sauer Mk 25 Mod 0 (P226)   (NAVSPECWAR[3])
- Súng lục SIG Sauer P229R DAK (Tuần duyên Hoa Kỳ)
- Súng lục SIG Sauer SP2022 (JSOC[4])
- Súng lục Glock Mk 26 Mod 0 (Glock 26) (USSOCOM[2])
- Súng lục Glock Mk 27 Mod 0 (Glock 19) (USSOCOM[2])
- Súng lục Glock Mk 28 Mod 0 (Glock 17) (USSOCOM[2])
- Súng lục Glock Mk 29 Mod 0 (Glock 34) (USSOCOM[2])
- Súng lục M45A1 (USSOCOM[2])

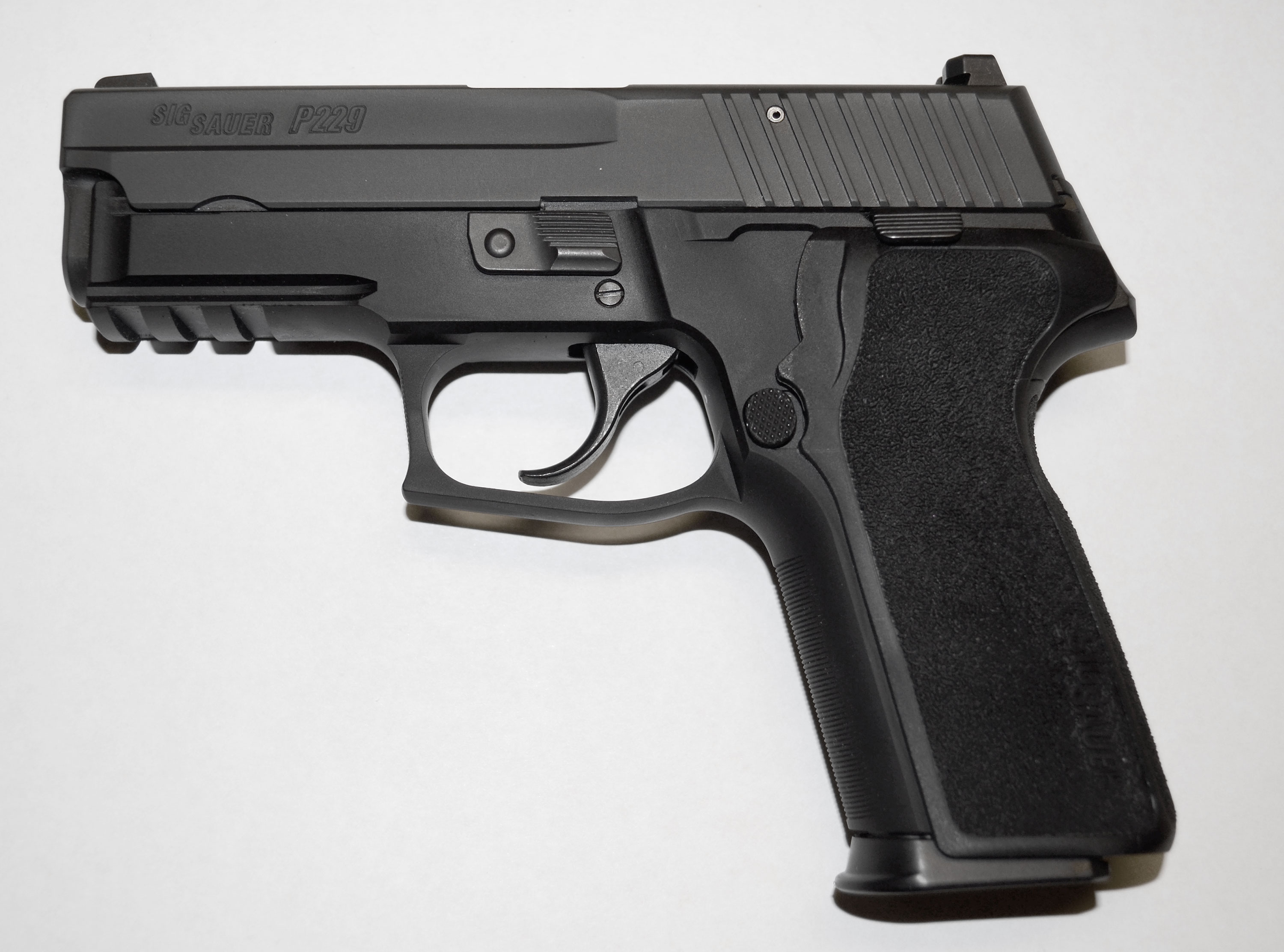
Súng lục SIG Sauer P229R DAK
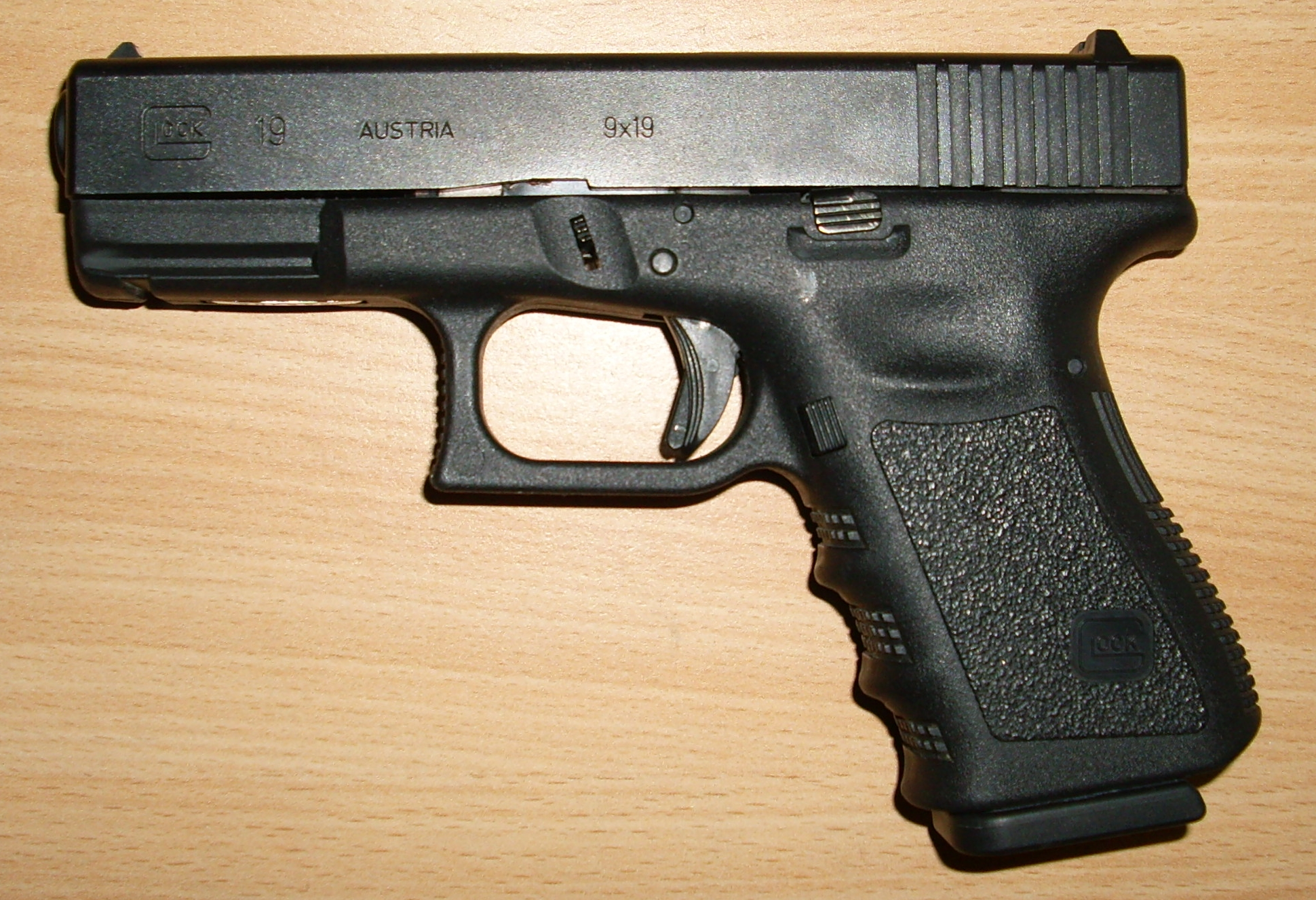
Súng lục Glock 19
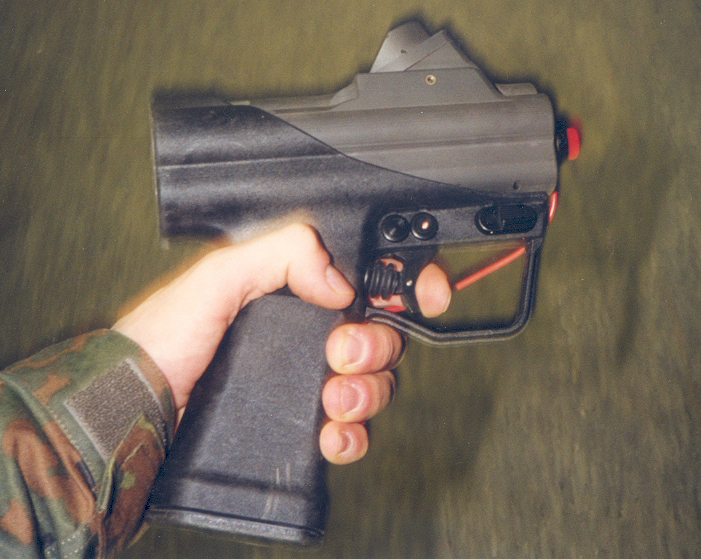
Súng lục Heckler & Koch P11
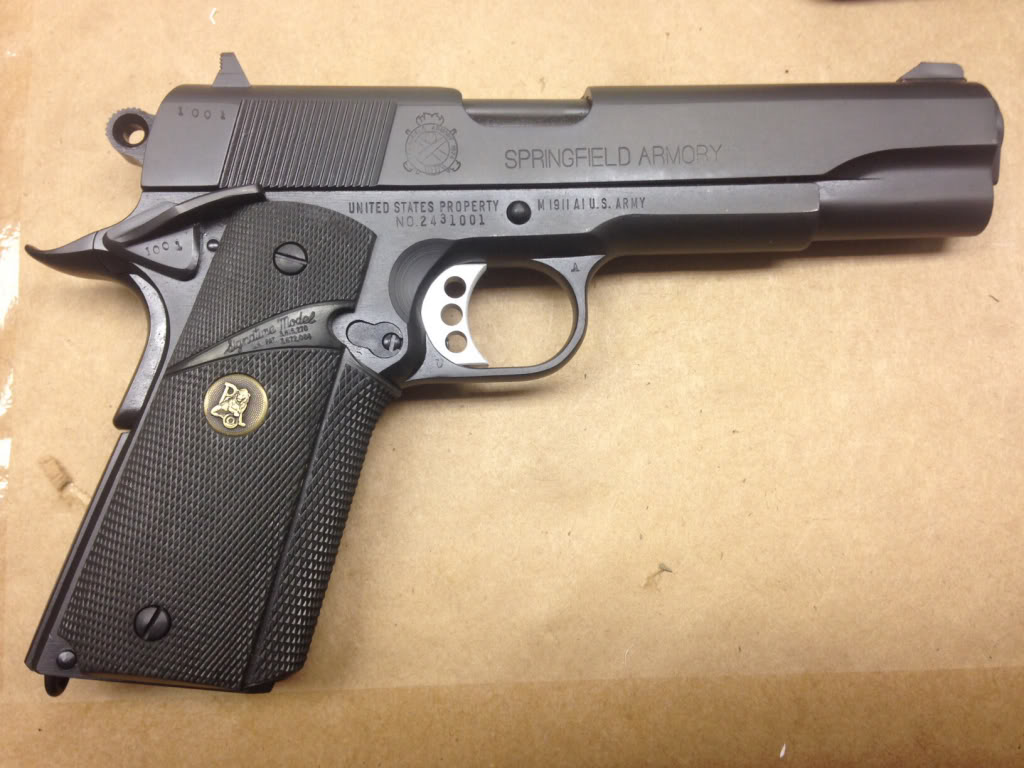
Súng lục Colt M1911

## Súng trường

### Đang sử dụng (trong một số nhánh thuộcQuân đội Hoa Kỳhoặc có vai trò hạn chế)

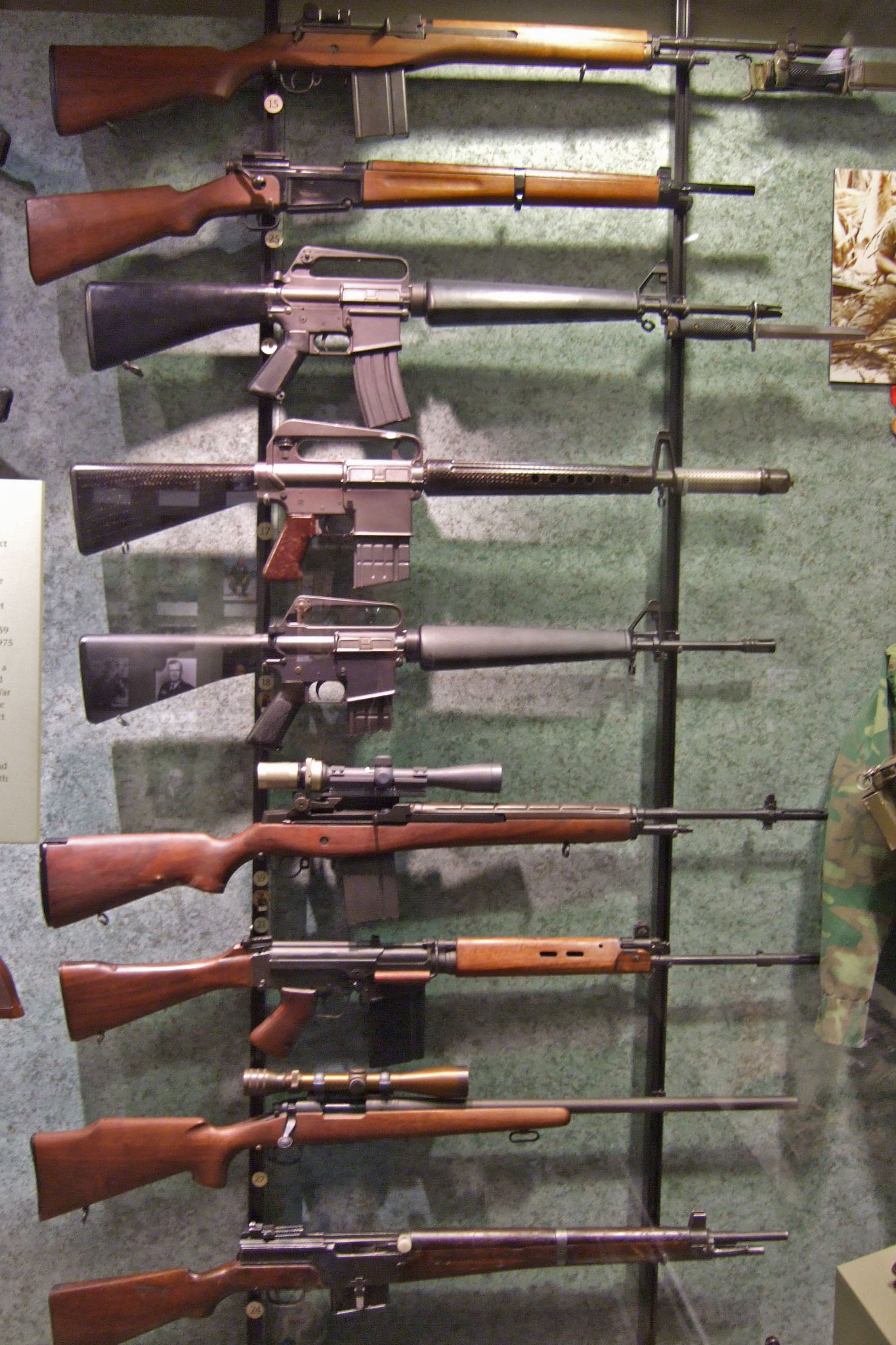
Các loại súng trường được dùng trong chiến tranh Việt Nam

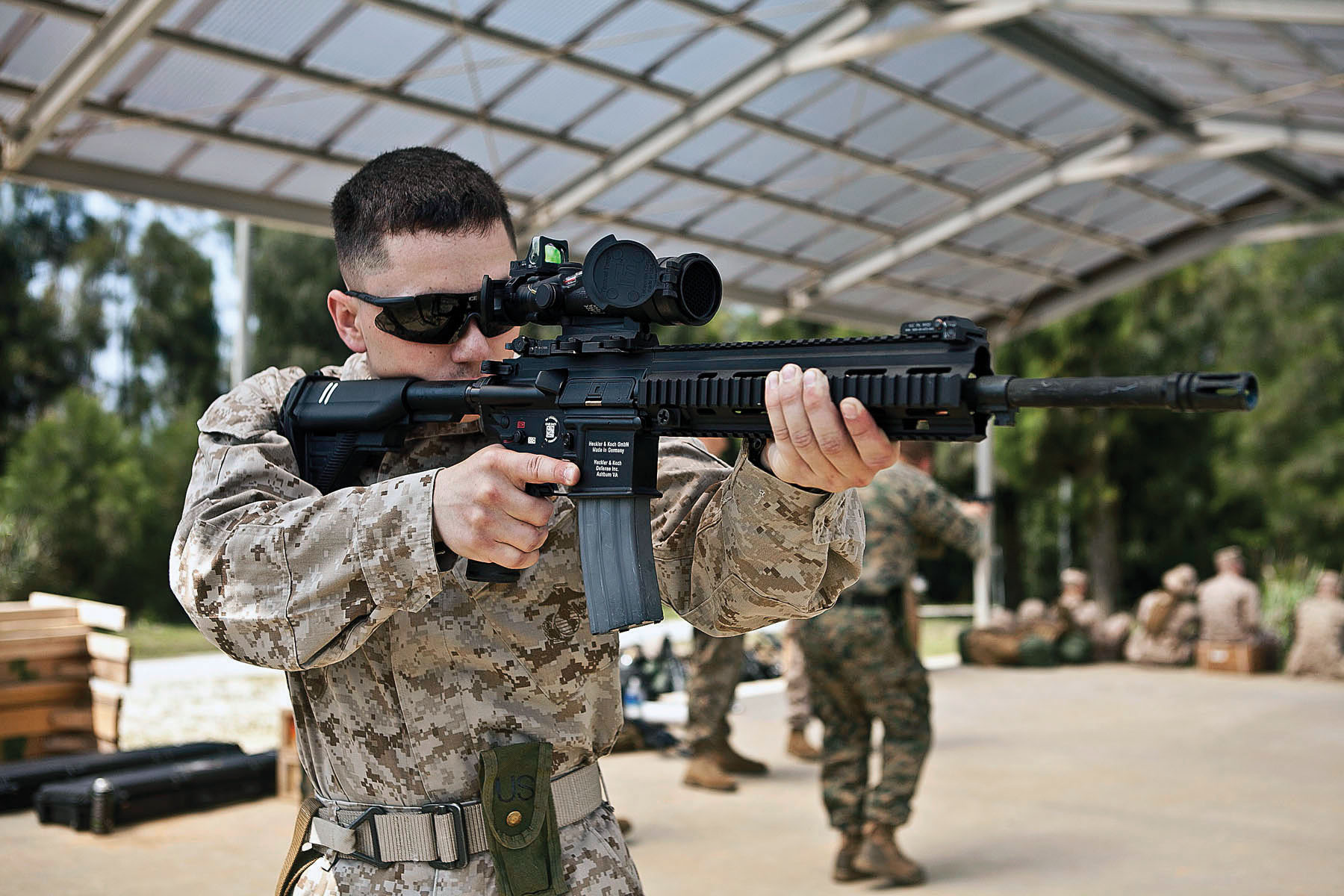
Súng trường M16A4 (Thủy quân lục chiến và Lục quân)
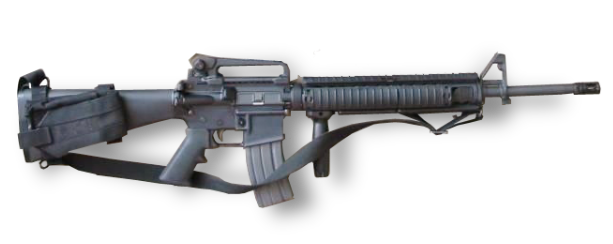
Súng trường M16A3 (Biệt đội SEAL and USN Seabees[5])
- Súng trường M16A2 (Không quân, Tuần duyên, Lục quân (cho huấn luyện và lực lượng trừ bị), Vệ binh Quốc gia)
- Súng trường M27 (Thủy quân lục chiến)
- Súng trường M38 (Thủy quân lục chiến)
- Súng trường Mk 14 EBR (Tuần duyên, Lục quân, Không quân)
- Súng trường M39 (xạ thủ bắn tỉa Thủy quân lục chiến)
- Súng trường Mk 11 (Thủy quân lục chiến, Lục quân, Không quân, Tuần duyên, USSOCOM[2], Biệt đội SEAL)
- Súng trường M110 SASS  (EOD[1])
- Súng trường M110K1 SASS (Hải quân)
- Súng trường M110A1 CSASS (Lục quân, Thủy quân lục chiến)
- Súng trường HK417 (NAVSPECWAR[3], USSOCOM[2])
- Súng trường SIG Sauer 716 G2 (JSOC[4])
- Súng trường Mk 17 Mod 0 (USSOCOM[2], Thủy quân lục chiến)
- Súng trường bắn tỉa Mk 20 (USSOCOM[2], Thủy quân lục chiến)
- Súng trường bắn tỉa M24 (Lục quân)
- Súng trường bắn tỉa M40 (Remington Model 700) (xạ thủ bắn tỉa Thủy quân lục chiến)
- Súng trường bắn tỉa M2010 (Lục quân)
- Súng trường bắn tỉa Mk 13 (USSOCOM[2], Thủy quân lục chiến, MARSOC)
- Súng trường bắn tỉa Mk 21 (Lục quân, xạ thủ bắn tỉa Thủy quân lục chiến)
- Súng trường bắn tỉa Mk 22 (USSOCOM[2], Lục quân, Thủy quân lục chiến)
- Súng trường M82A1M/A3 (Lục quân)
- Súng trường bắn tỉa M107 (xạ thủ bắn tỉa Thủy quân lục chiến)  - Súng trường M27
  - Súng trường M16A4

## Súng carbine

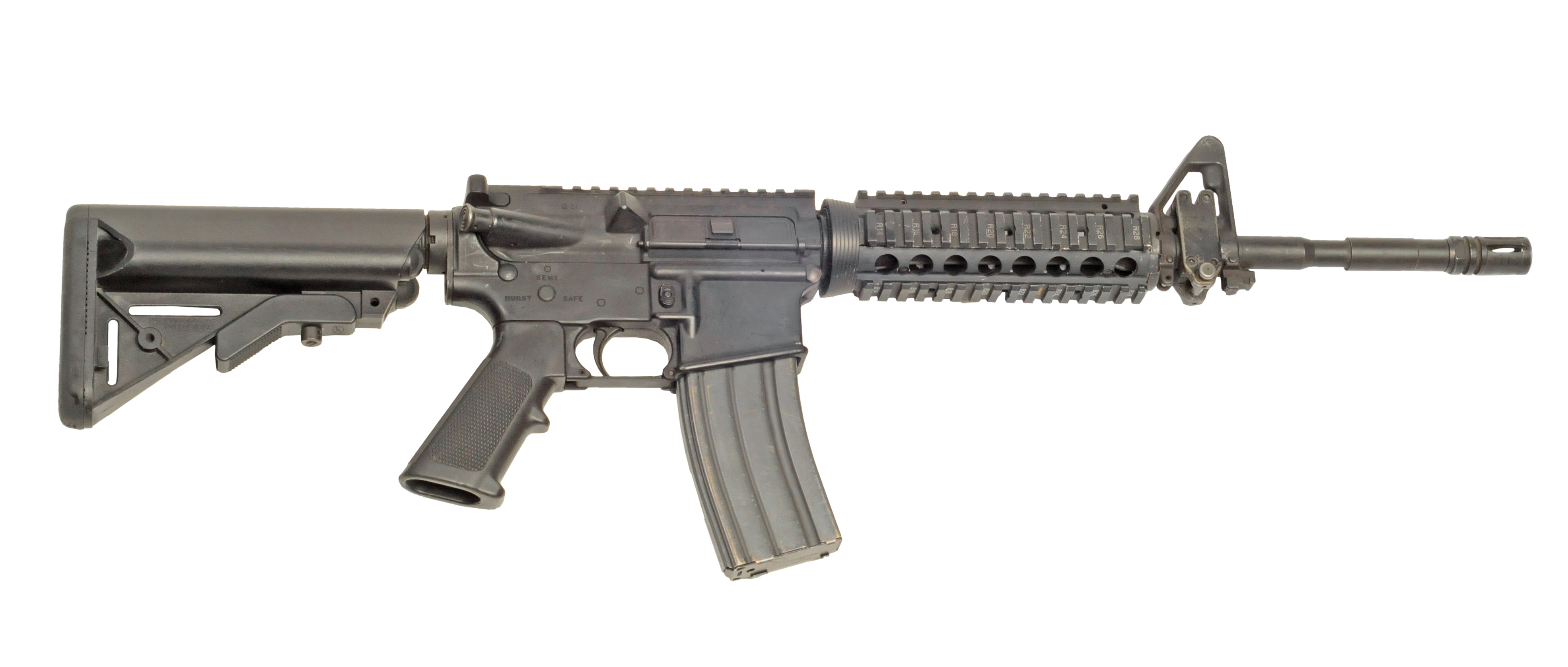
Súng carbine M4A1

### Đang sử dụng
- Súng carbine M4A1

### Đang sử dụng (trong một số nhánh thuộcQuân đội Hoa Kỳhoặc có vai trò hạn chế)
- Mk 18 Mod 0 (FORECON[6], Tuần duyên, Biệt đội SEAL, USSOCOM[2], and USASOC[7])
- M231 FPW (Lục quân)
- GAU-5A ASDW (Không quân)
- Mk 16 Mod 0 (Lục quân)

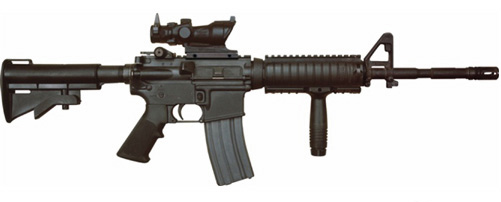
Súng carbine SCAR-L (Lục quân, USSOCOM[2])
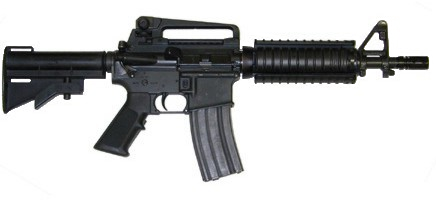
Súng carbine Mk 18 Mod 0 CQBR
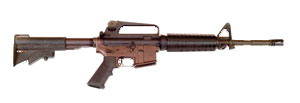
Súng carbine GUU-5/P
Súng carbine Heckler & Koch HK416 (USSOCOM[2])
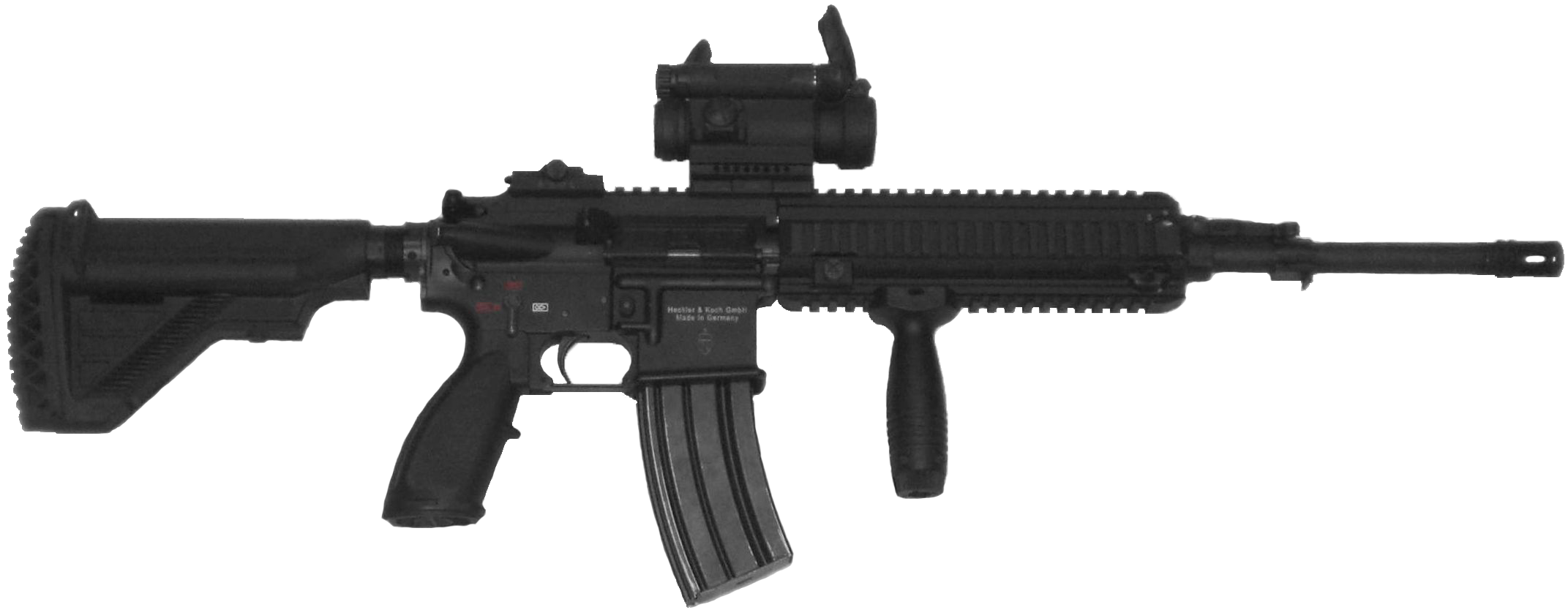
Sig Sauer MCX (USSOCOM[2])  - Súng carbine M4
  - Súng carbine Mk 18 Mod 0 CQBR
  - Súng carbine GUU-5/P
  - Súng carbine M231 FPW
  - Súng carbine HK416

## Súng shotgun

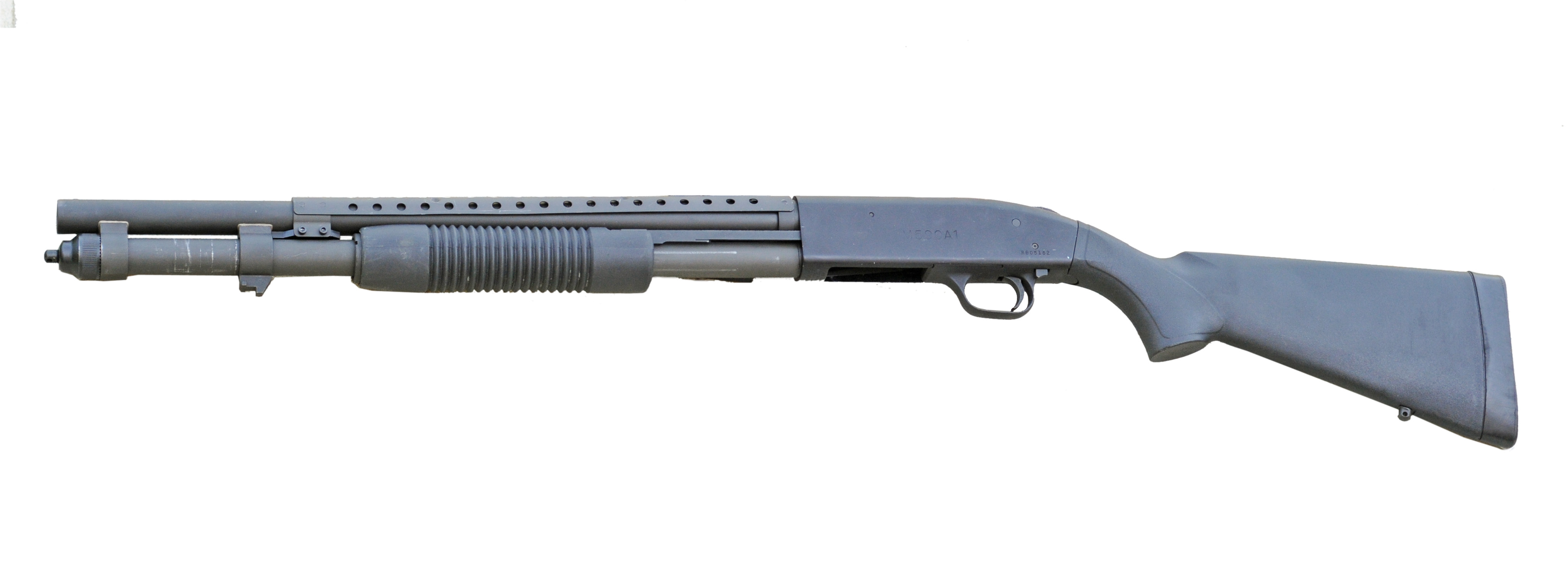
Súng shotgun M590

### Đang sử dụng
- Súng shotgun M500
- Súng shotgun M590
- Súng shotgun M590A1

### Đang sử dụng (trong một số nhánh thuộcQuân đội Hoa Kỳhoặc có vai trò hạn chế)

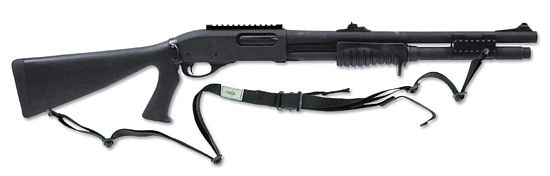
Súng shotgun Saiga-12 (Tuần duyên, Quân cảnh Hoa Kỳ)
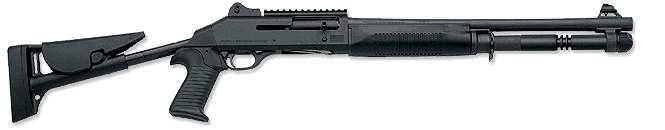
Súng shotgun M870 (Tuần duyên và Không quân)
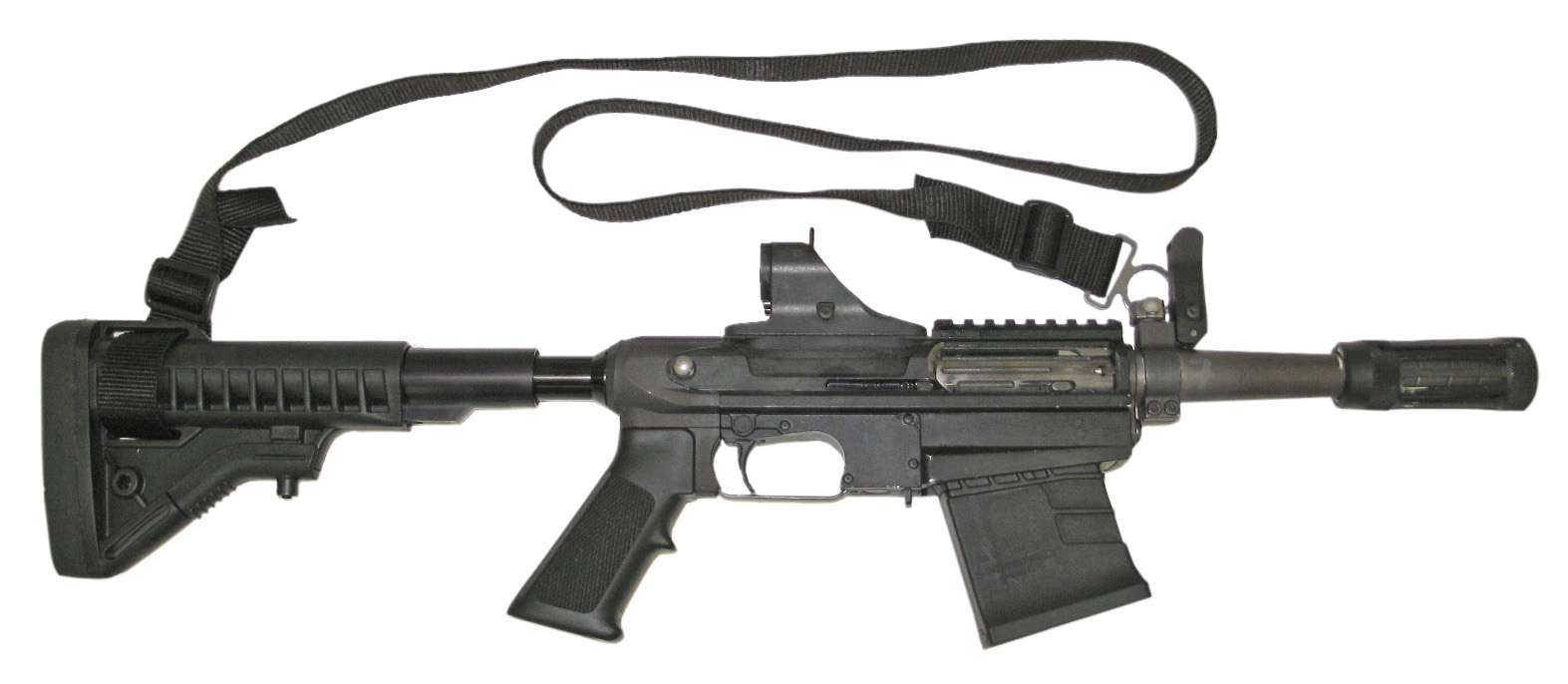
Súng shotgun M1014 (Lục quân và Thủy quân lục chiến)
- Súng shotgun M26 (Lục quân)  - Súng shotgun M870
  - Súng shotgun M1014
  - Súng shotgun M26

## Súng tiểu liên

### Đang sử dụng (trong một số nhánh thuộcQuân đội Hoa Kỳhoặc có vai trò hạn chế)

Súng tiểu liên B&T APC9 (Quân cảnh, Không quân)
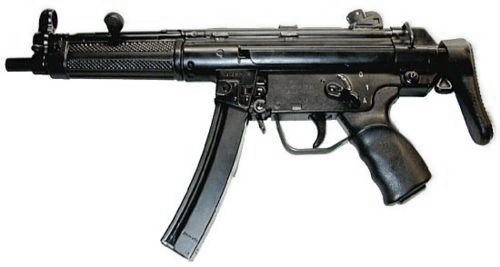
Súng tiểu liên Heckler & Koch MP5/MP5K/MP5SD (USSOCOM[2])
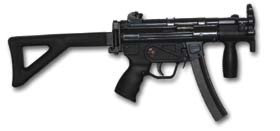
Súng tiểu liên Heckler & Koch MP7A1 (DEVGRU & JSOC[4])
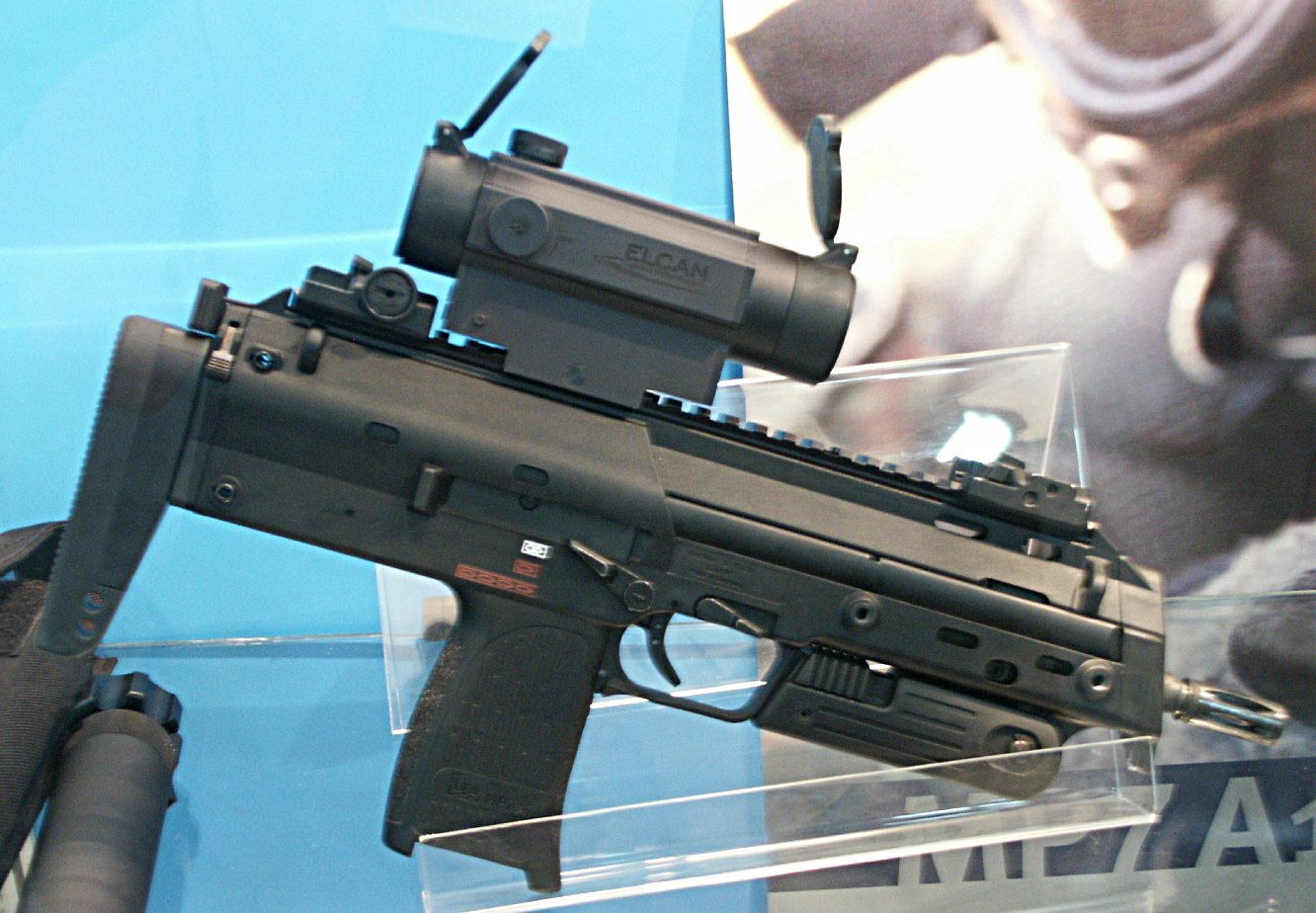
Súng tiểu liên SIG Sauer MPX (Lục quân & JSOC[4])
Súng tiểu liên Colt RO635 SMG (Thủy quân lục chiến)  - Súng tiểu liên B&T APC9 Pro-KSúng tiểu liên B&T APC9 Pro-K
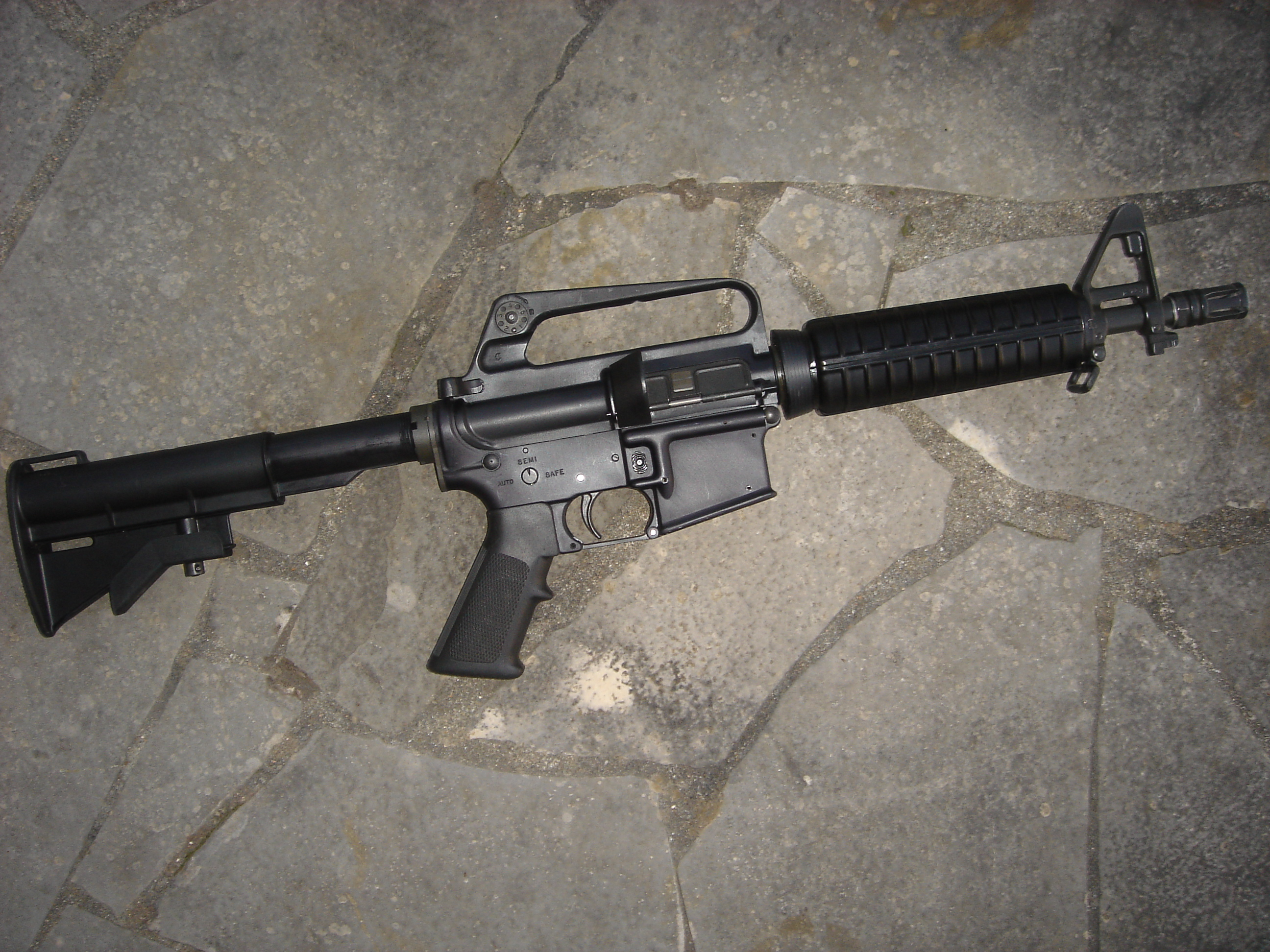
Súng tiểu liên Colt RO635 9mm SMG
  - Súng tiểu liên Heckler & Koch MP5
  - Súng tiểu liên Heckler & Koch MP5K
  - Súng tiểu liên Heckler & Koch MP7A1
  - Súng tiểu liên Sig Sauer MPXSúng tiểu liên Sig Sauer MPX
  - Súng tiểu liên Colt RO635 9mm SMG

## Súng máy

### Đang sử dụng
- Súng máy M249
- Súng máy Mk48 Mod 1 (USSOCOM[2])
- Súng máy M240
- Súng máy M60
- Súng máy M2 (Browning .50)  - Súng máy M249
  - Súng máy Mk48
  - Súng máy M60
  - Súng máy M2

## Súng chống tăng/súng phóng lựu/súng rocket

### Đang sử dụng

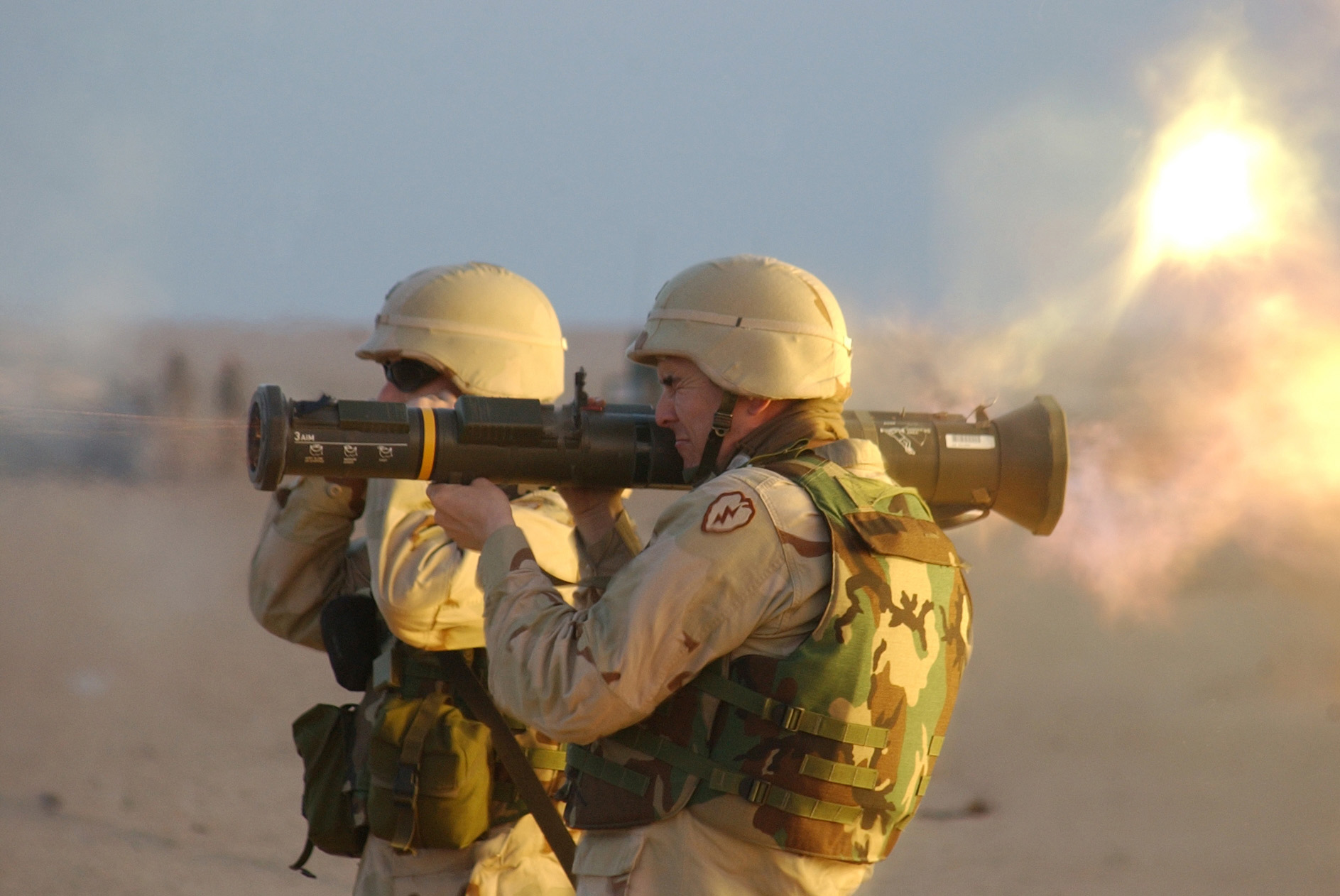
Súng chống tăng M136 AT4 (Lục quân, Thủy quân lục chiến và Không quân)
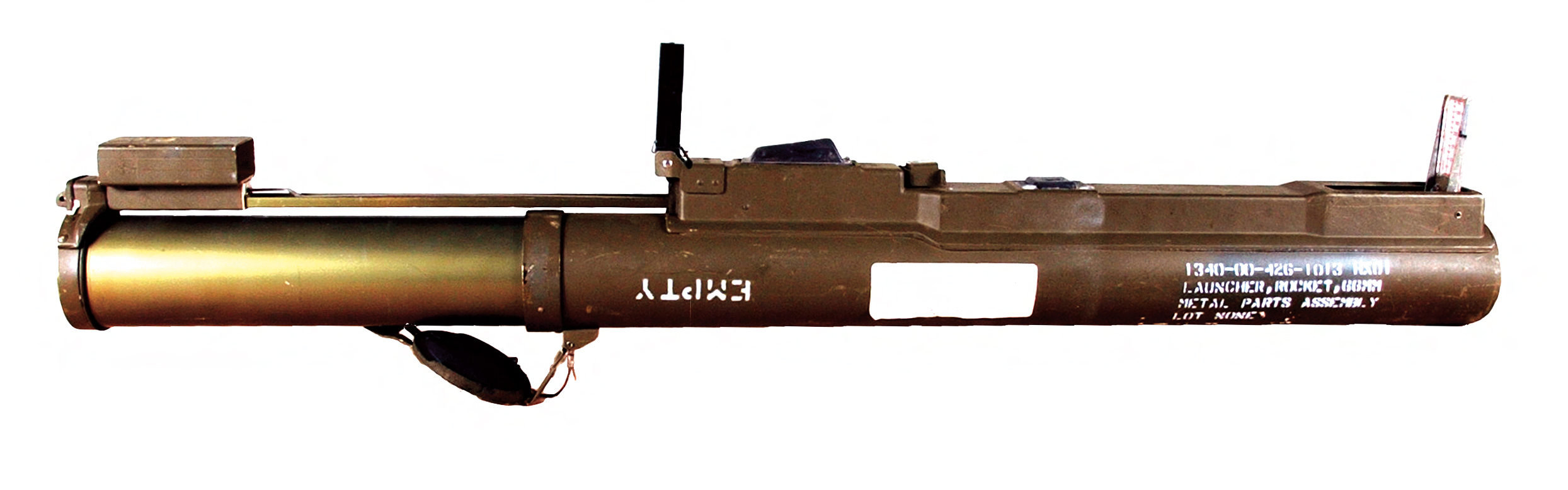
Súng chống tăng M141 SMAW-D (Lục quân, Thủy quân lục chiến)
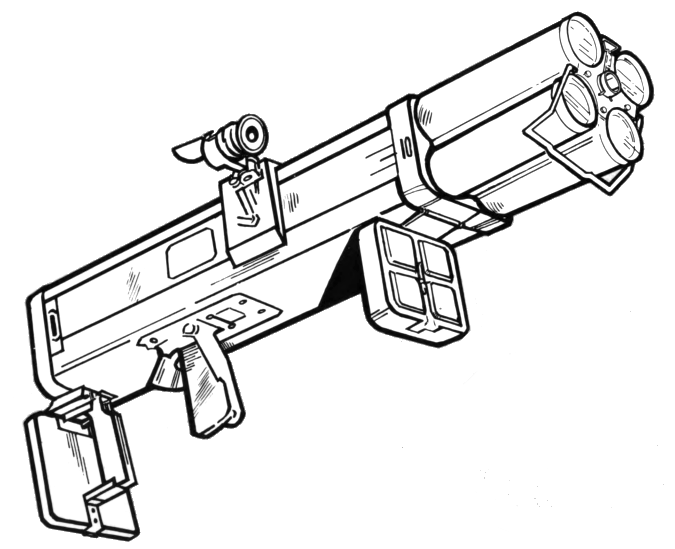
Súng rocket M202 FLASH (Lục quân)
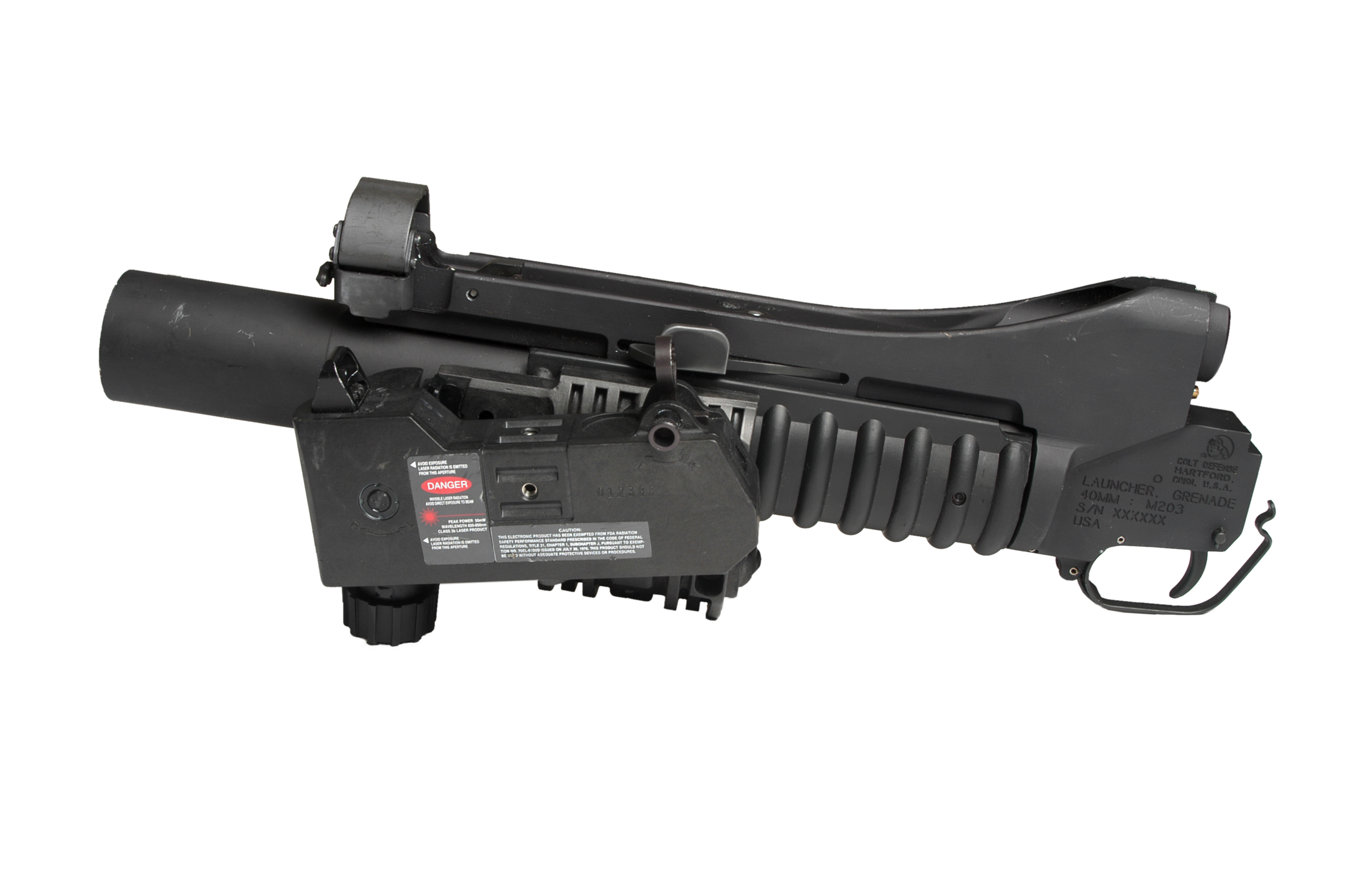
Ống phóng lựu M203/A1/A2
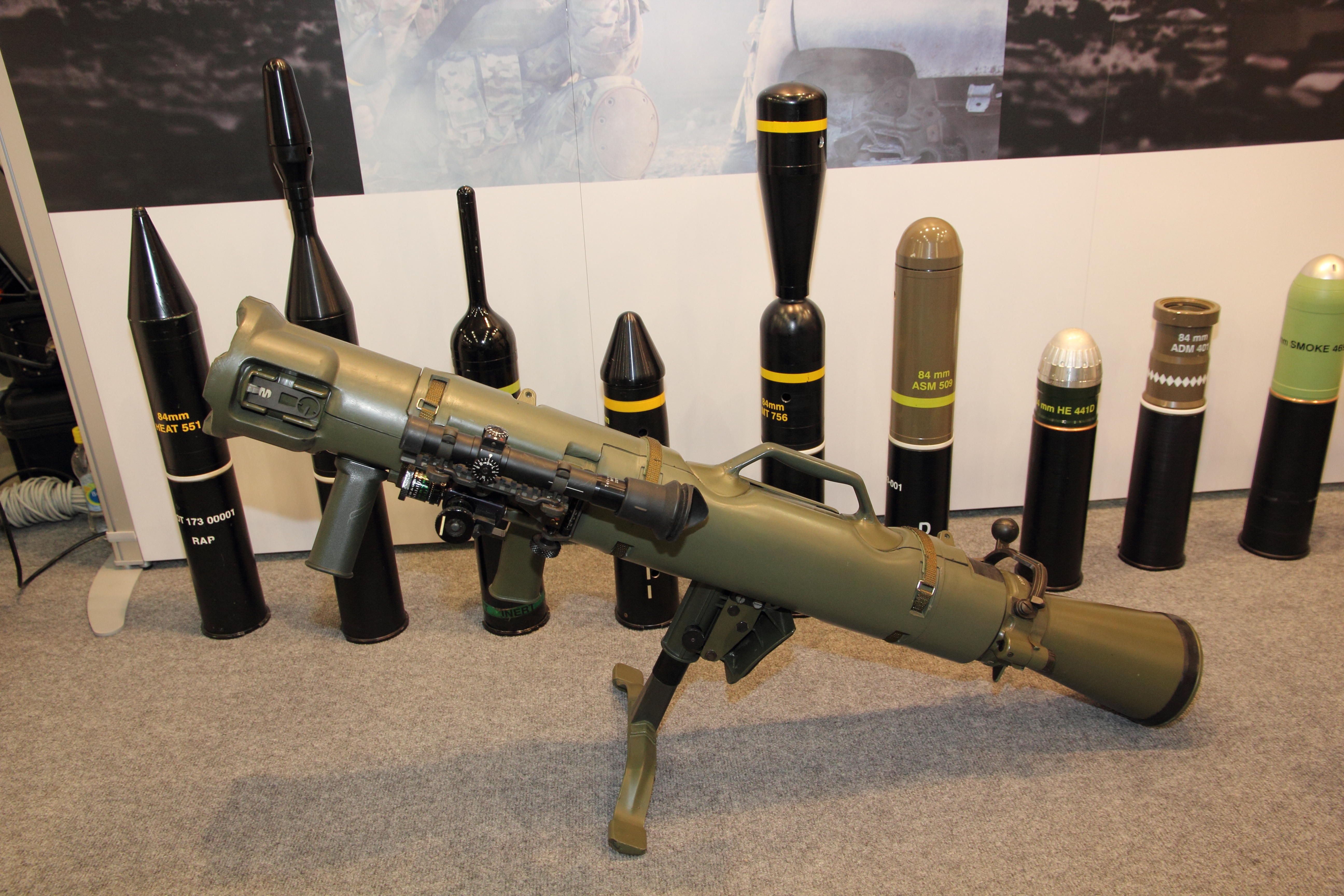
Súng chống tăng FGM148 Javelin
- Súng chống tăng M3 MAAWS (Lục quân)
- Súng rocket Mk 153 SMAW
- Súng chống tăng M72/A1/A2/A3/A4 LAW (Thủy quân lục chiến và Không quân)  - Súng chống tăng M136 AT4
  - Súng chống tăng M72 LAW
  - Súng rocket M202 FLASH
  - Ống phóng lựu M203 
  - Súng chống tăng M3 MAAWS

### Đang sử dụng (trong một số nhánh thuộcQuân đội Hoa Kỳhoặc có vai trò hạn chế)

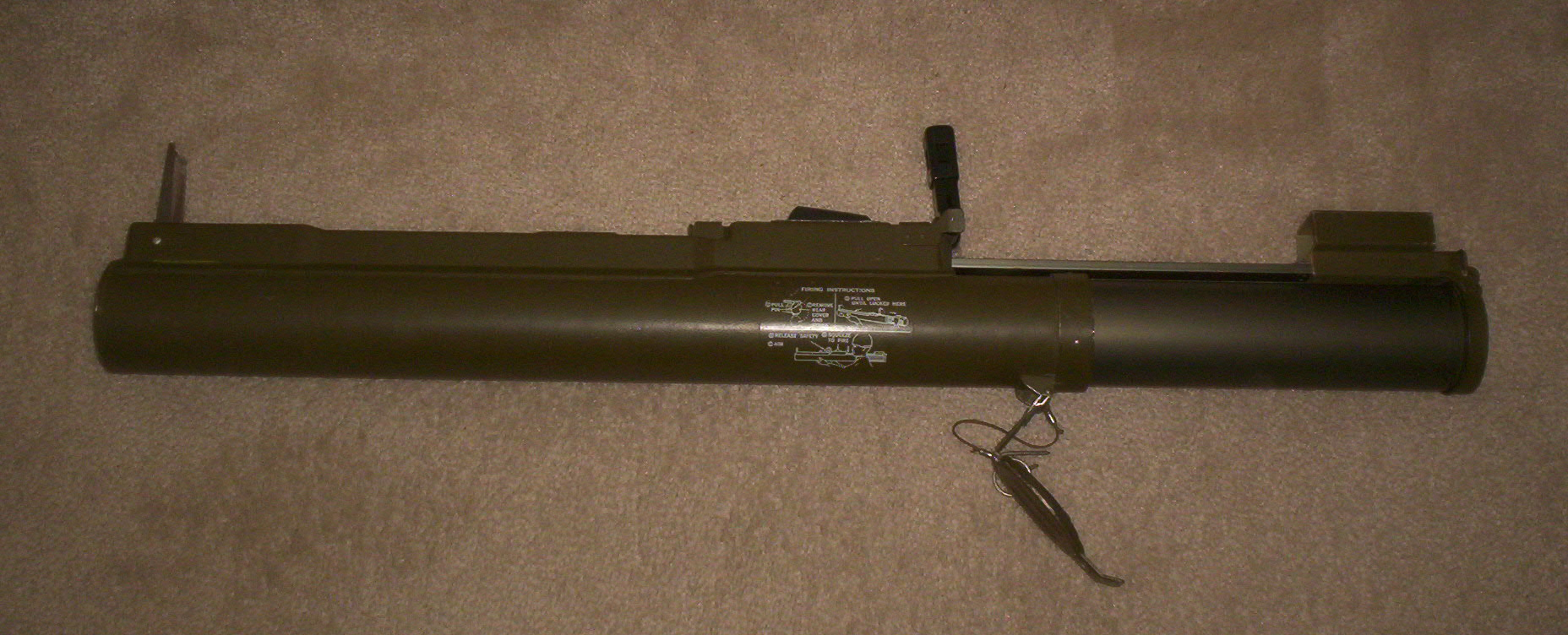
Súng chống tăng M72A5/A6/A7/A8/A9/A10 LAW (Lục quân)
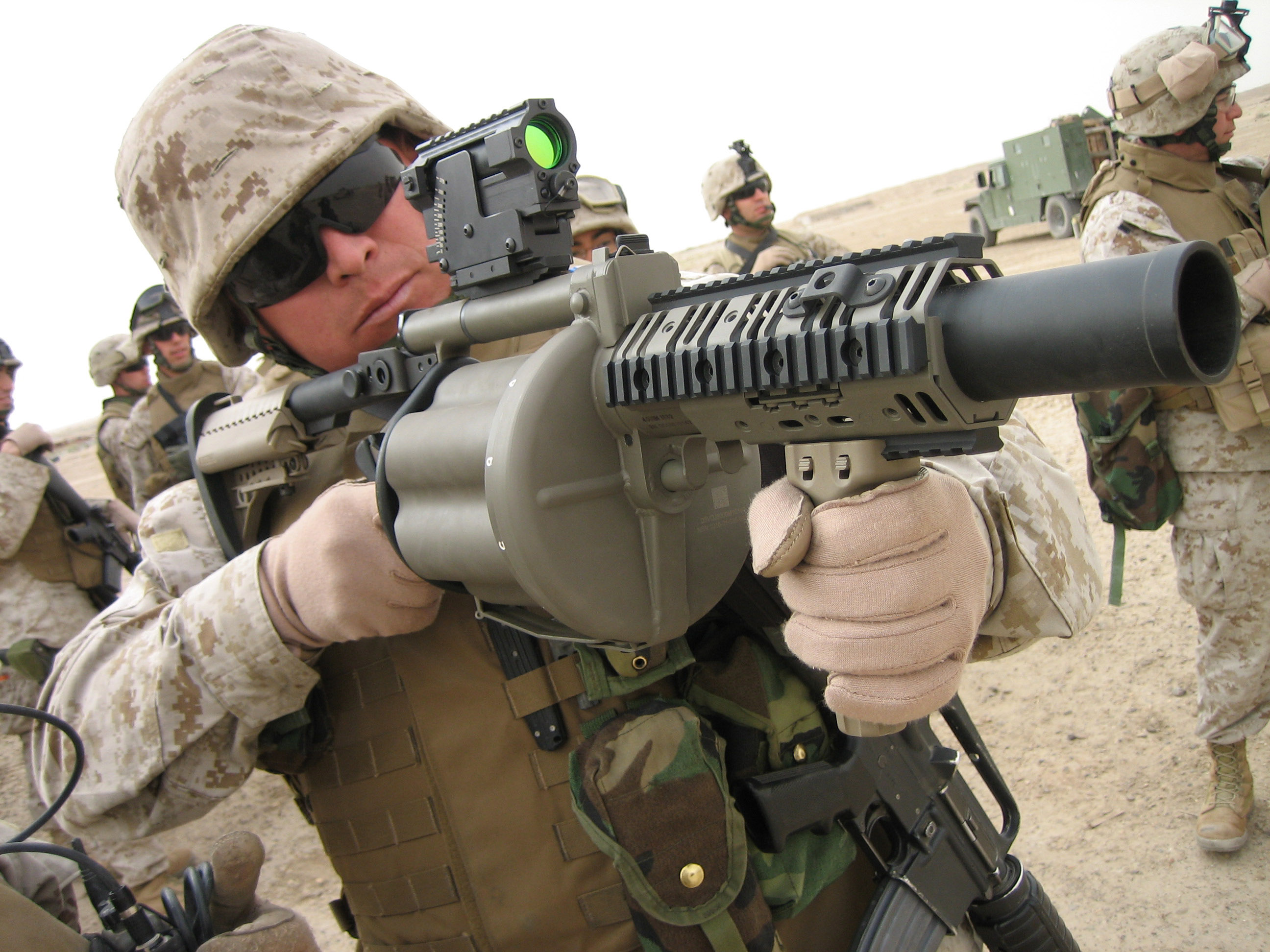
Súng phóng lựu M32 MGL (Thủy quân lục chiến)
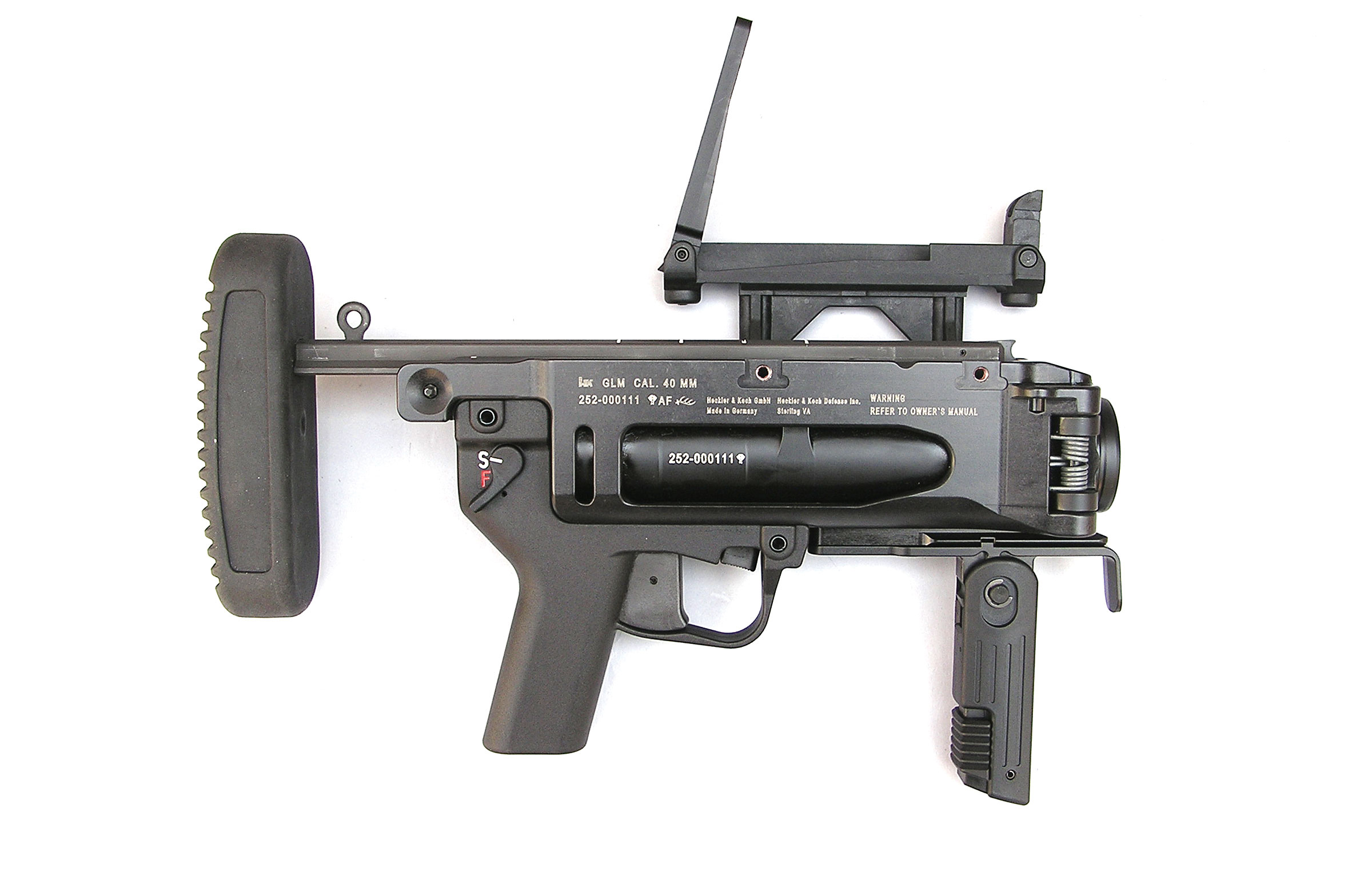
Súng phóng lựu M320 GLM (Lục quân, Thủy quân lục chiến)
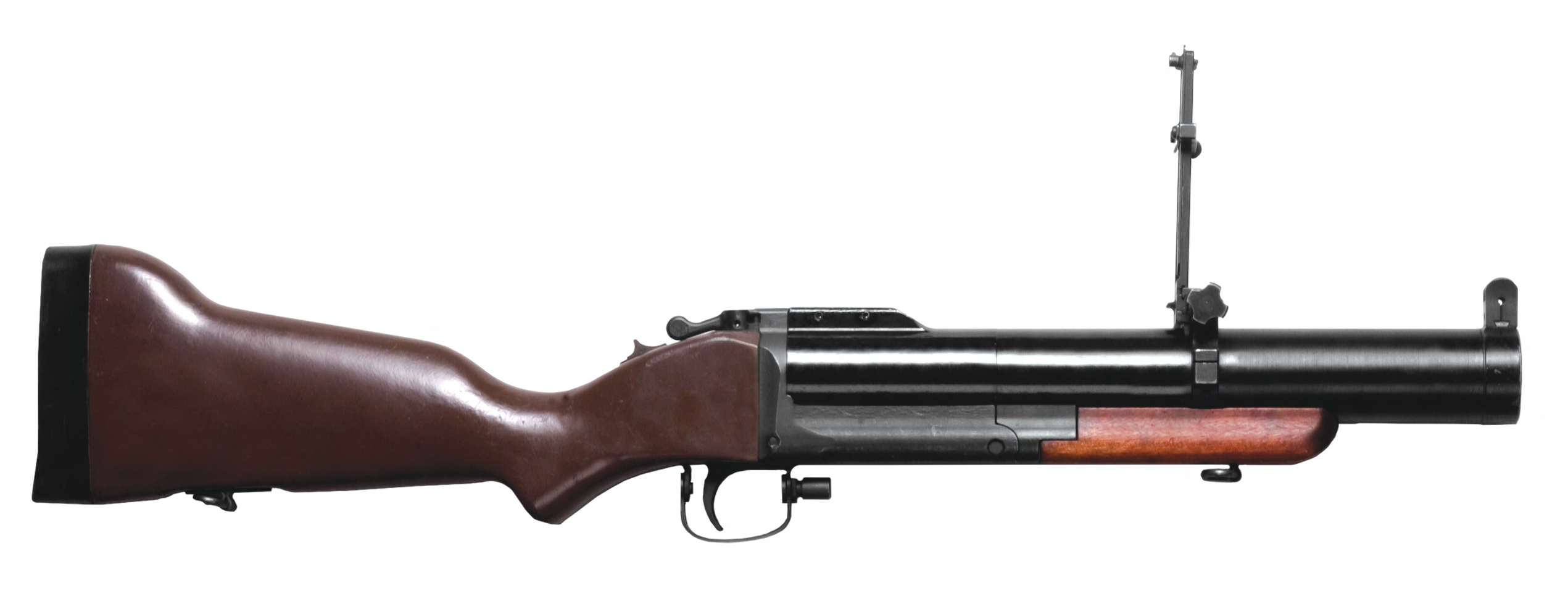
Ống phóng lựu Mk 13 Mod 0 EGLM (USSOCOM[2])
- Súng phóng lựu M79 (Lực lượng đặc biệt thuộc Lục quân, Biệt đội SEAL)
- Ống phóng lựu M100 GREM (SIMON)  - Súng chống tăng M72 LAW
  - Một lính Thủy quân lục chiến với khẩu súng phóng lựu M32 MGL
  - Súng phóng lựu M320
  - Súng phóng lựu M79

## Mìn

### Đang sử dụng

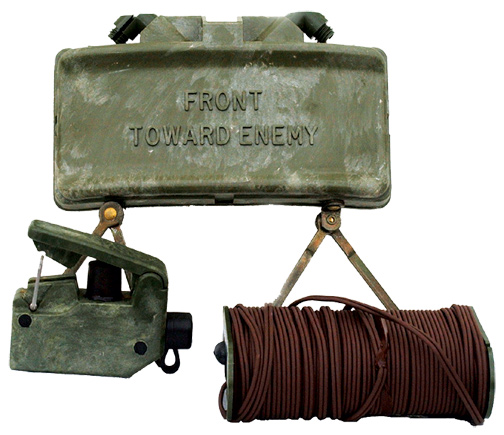
Mìn chống người M18A1 Claymore
- Mìn chông người MM-1 Minimore
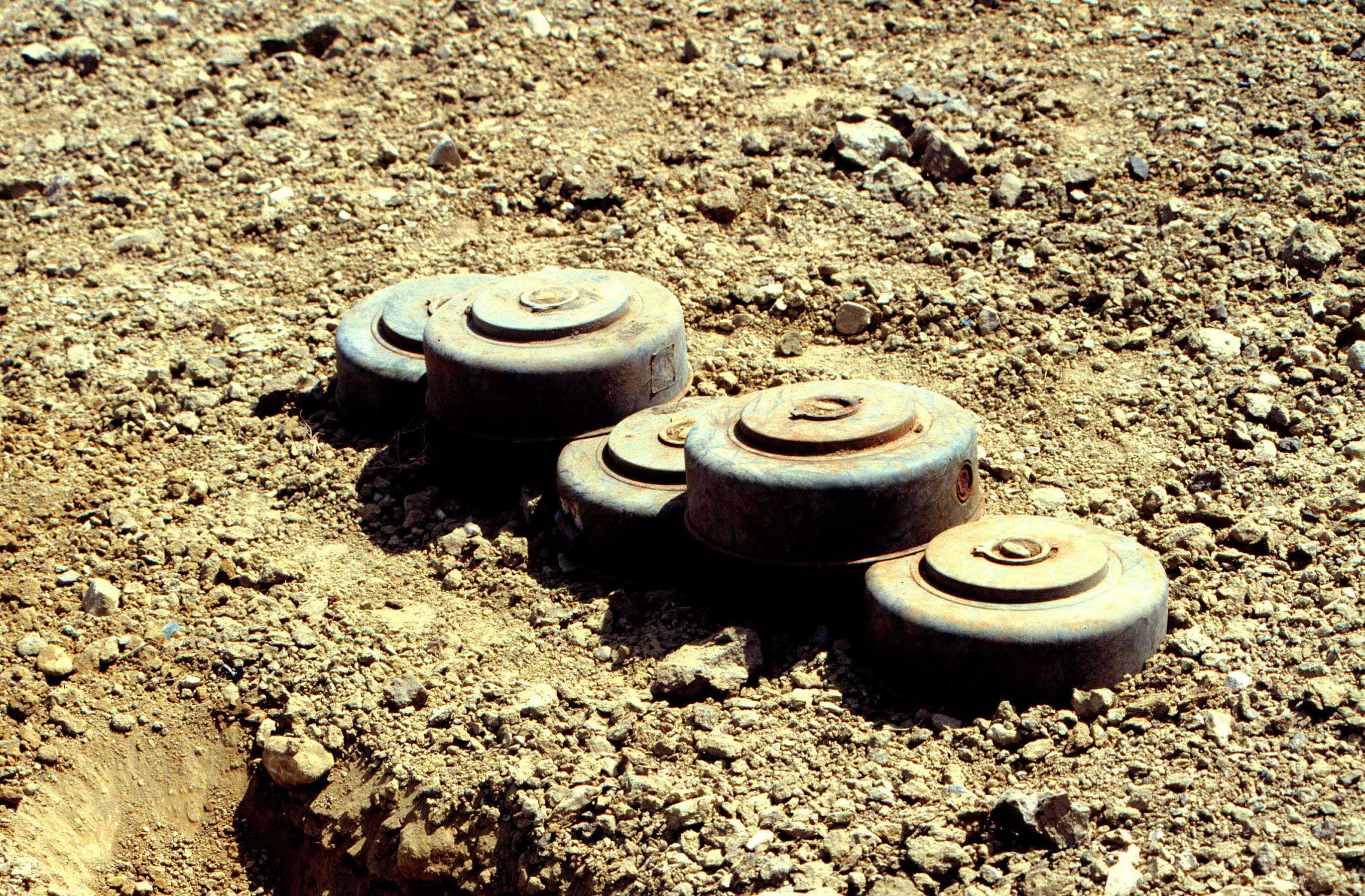
Mìn chống tăng M15
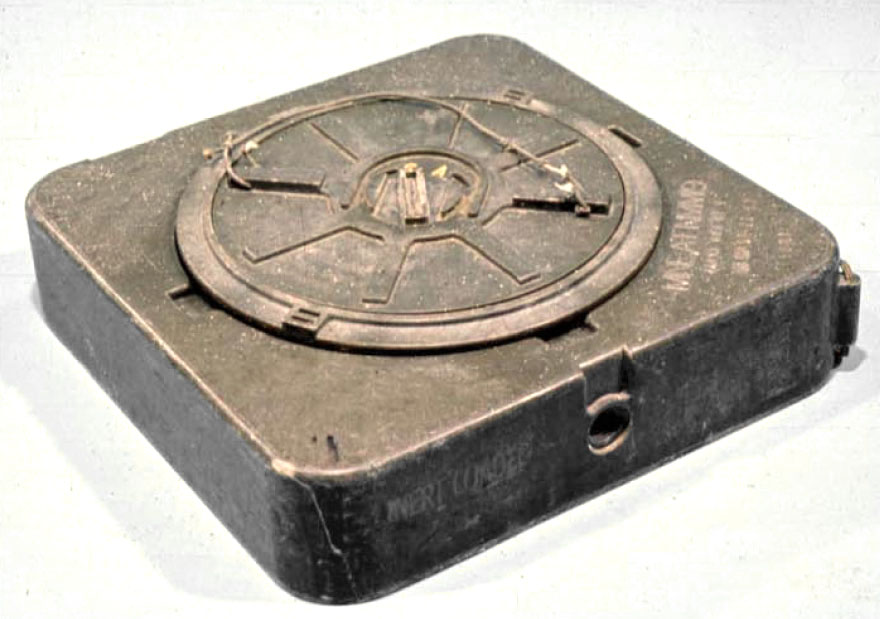
Mìn chống tăng M19
- Mìn chống tăng M21  - Mìn chống người M18A1 Claymore 
  - Mìn chống tăng M15
  - Mìn chống tăng M19

## Gươm, kiếm

### Đang sử dụng (trong một số nhánh thuộcQuân đội Hoa Kỳhoặc có vai trò hạn chế)[8]

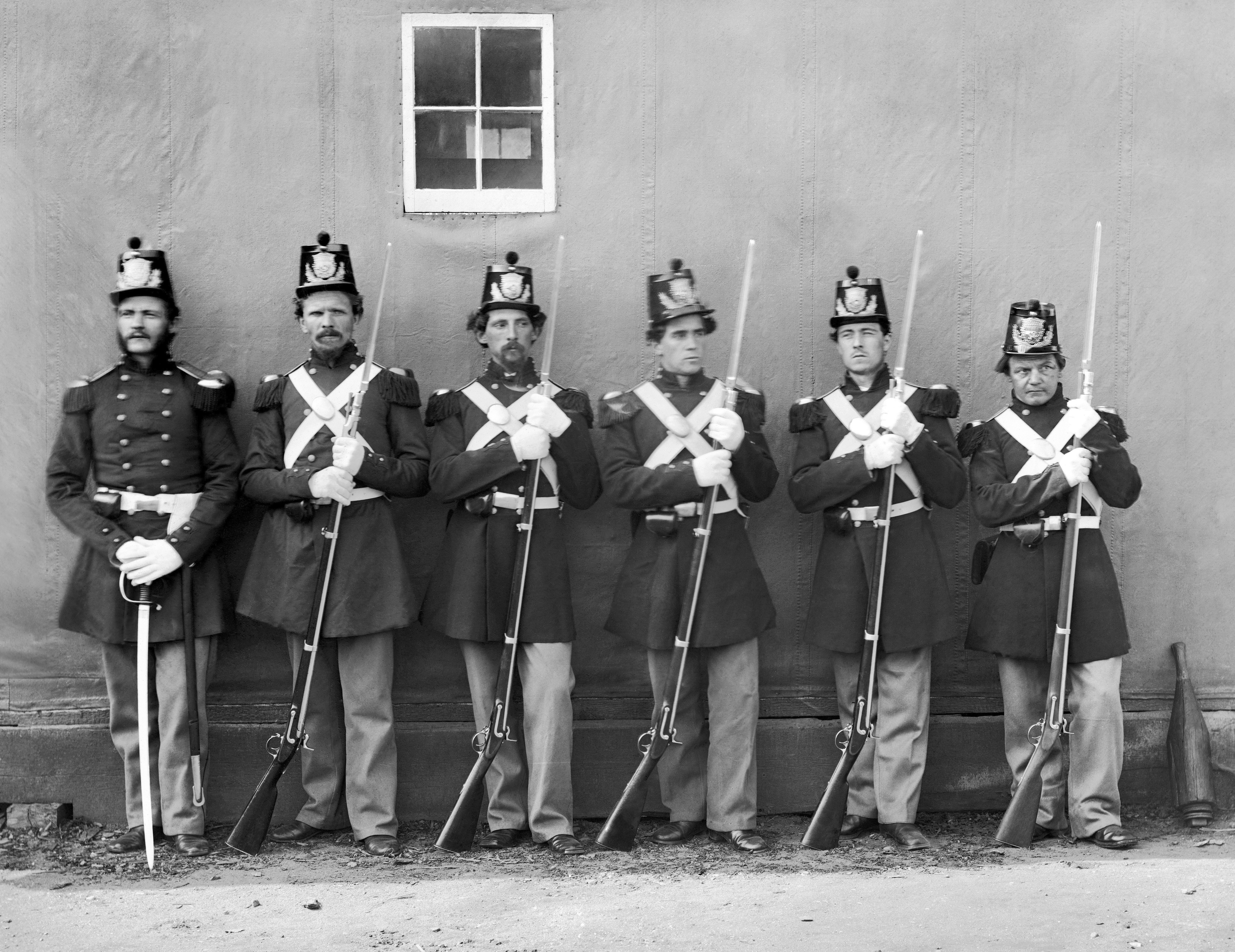
Năm lính Thủy quân lục chiến dưới quyền một hạ sĩ quan đang cầm cây kiếm hạ sĩ quan Thủy quân lục chiến Model 1859

- Kiếm hạ sĩ quan Lục quân Model 1840[9]
- Kiếm sĩ quan Hải quân Model 1852[10]
- Kiếm thượng sĩ Hải quân Model 1860[11]
- Kiếm sĩ quan Lục quân Model 1902[12]
- Kiếm sĩ quan Tuần duyên Hoa Kỳ[13]
- Kiếm hạ sĩ quan Thủy quân lục chiến[14]
- Kiếm sĩ quan Thủy quân lục chiến Mameluke[15]
- Kiếm thiếu sinh quân Học viện Không quân Hoa Kỳ[16]
- Kiếm thiếu sinh quân Học viện quân sự West Point[17]

## Loại vũ khí ít có khả năng gây chết người
- FN 303
- M37 MRCD